# Coesfeld

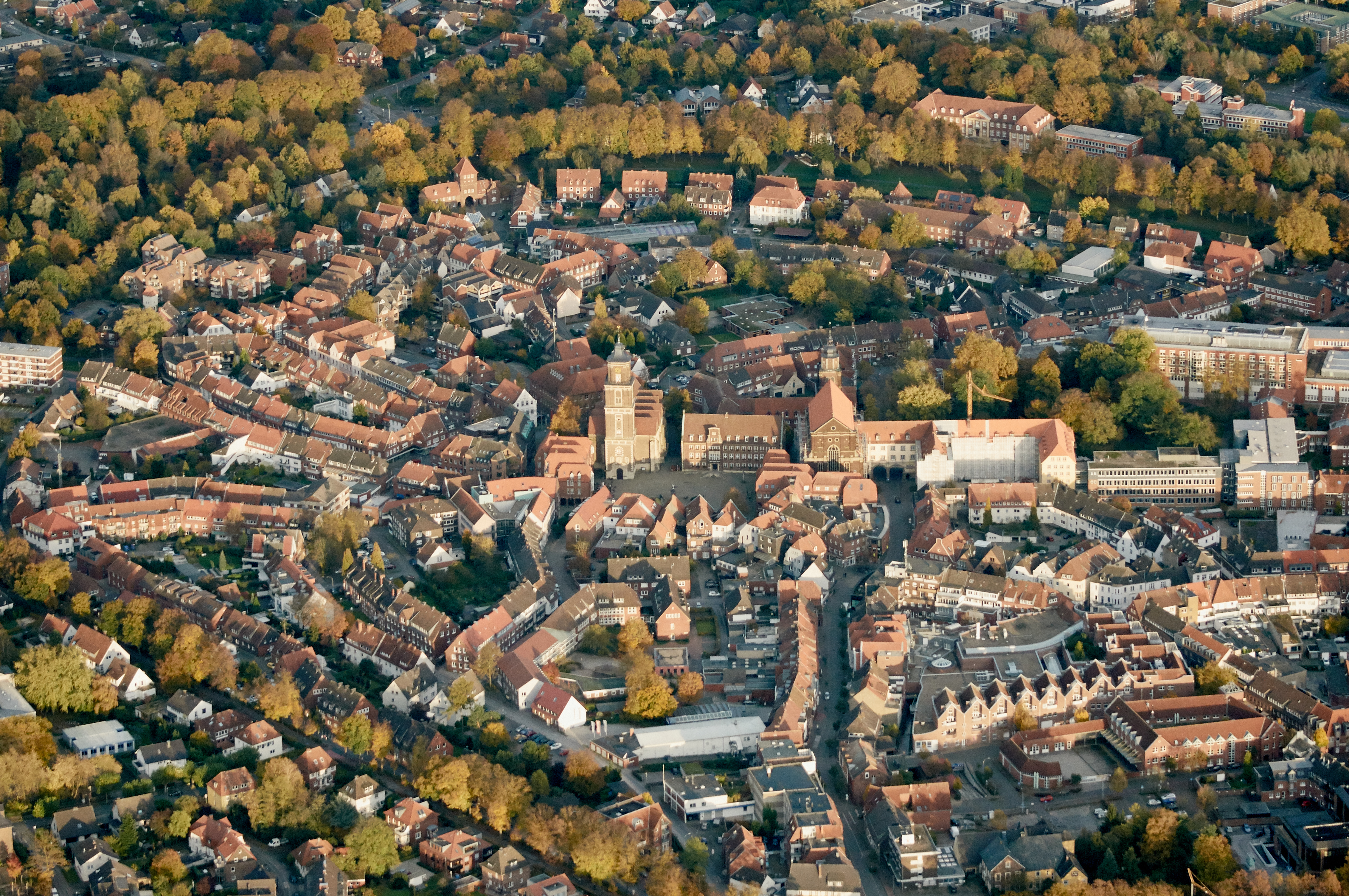
Stadtzentrum Coesfelds

Coesfeld (IPA: [ˈkoːsˌfɛlt], anhörenⓘ), bis ins 20. Jahrhundert auch Koesfeld geschrieben, ist eine Kleine Mittelstadt und Kreisstadt im Land Nordrhein-Westfalen im westlichen Münsterland.

## Geografie

### Lage
Die Kreisstadt liegt im Münsterland, etwa 35 km westlich von Münster. Mit dem Coesfelder Berg befindet sich ein Teil des Stadtgebiets in den Baumbergen, in denen bei Billerbeck die Berkel entspringt. Sie fließt durch Coesfeld und wird dort am Walkenbrückentor gestaut, um zum größeren Teil als Umflut innerhalb der Wälle außerhalb des Rings um die Stadt geführt zu werden. Südlich von Coesfeld liegt der Naturpark Hohe Mark-Westmünsterland.

### Geologie

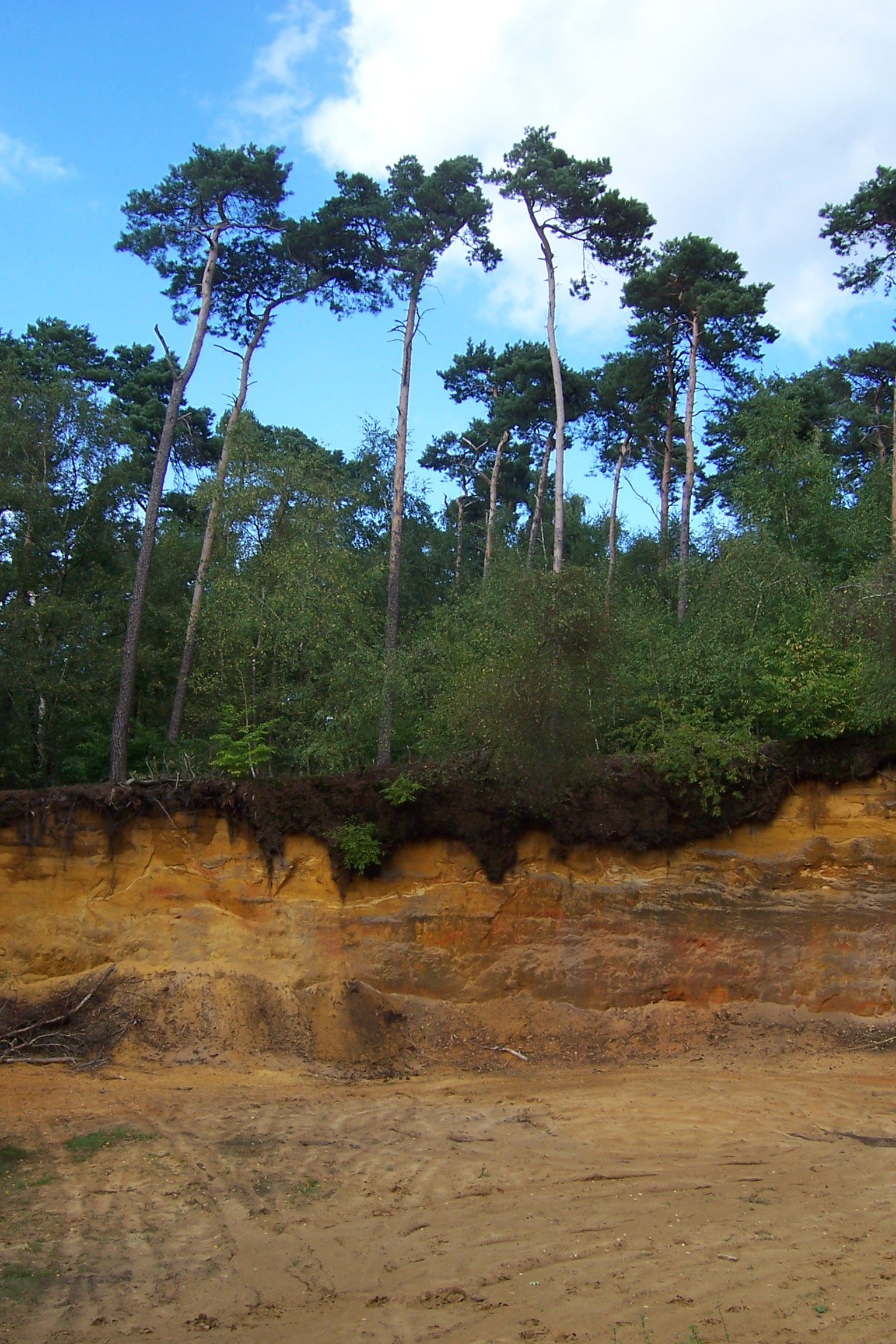
Sandabbruch im Westen von Coesfeld am Hünsberg in der Coesfelder Heide. Dieser lockere Verbund ist mit Brauneisenstein durchsetzt.

Coesfeld liegt an der Grenze zwischen nährstoffarmen Sand- (westlich) und nährstoffreichem Lehm- und Kleiboden (östlich). Vor der Erfindung des Kunstdüngers wirkte sich dies nicht nur direkt auf den Wohlstand der landbewirtschaftenden Bevölkerung aus, sondern indirekt durch gesellschaftsformierende Abgrenzung auch auf Unterschiede in den Dialektversionen (Plattdeutsch) und der Kleidung, besonders der Frauen: schwarz: up de Sand, bunt: up de Kleij.
Anstehend finden sich in Coesfeld, zentral im Münsterländer Kreidebecken gelegen, Kalkmergel und Mergelkalke des Unteren Obercampan („Coesfelder Schichten“) bzw. des Oberen Untercampan („Osterwicker Schichten“). Diese Gesteine kamen in der Oberkreide, vor etwa 72 Millionen Jahren, zur Ablagerung. In ihnen finden sich lagenweise gehäuft Fossilien als Überreste des einstigen Meereslebens. Muscheln, Schnecken und Seeigel bilden die Masse der Funde, Ammoniten mit einem Durchmesser bis zu 80 cm sind lagenweise keine Seltenheit. Überregional berühmt sind die Schichten allerdings für ihre reichhaltige und interessante Schwammfauna.
Die fossilreichen Schichten sind regelmäßig in temporären Aufschlüssen wie Baugruben und Schachtanlagen vorzufinden.

### Nachbargemeinden/-städte
|                               | Gemeinde Rosendahl (Kreis Coesfeld) | Stadt Billerbeck (Kreis Coesfeld) |
| Stadt Gescher (Kreis Borken)  |                                     | Gemeinde Nottuln (Kreis Coesfeld) |
| Gemeinde Reken (Kreis Borken) |                                     | Stadt Dülmen (Kreis Coesfeld)     |

### Ortsteile
Die Stadt besteht aus den Ortsteilen Coesfeld und Lette.
Zu Coesfeld gehören neben dem urbanen Siedlungskern und den zugehörigen Gewerbeflächen die Bauerschaften Goxel (mit der gleichnamigen Siedlung an der B 525), Gaupel, Sükerhook, Harle, Flamschen, Stevede, Stockum und Sirksfeld. Im Norden Coesfelds liegt östlich der über Holtwick nach Ahaus führenden B 474 die Siedlung Brink.

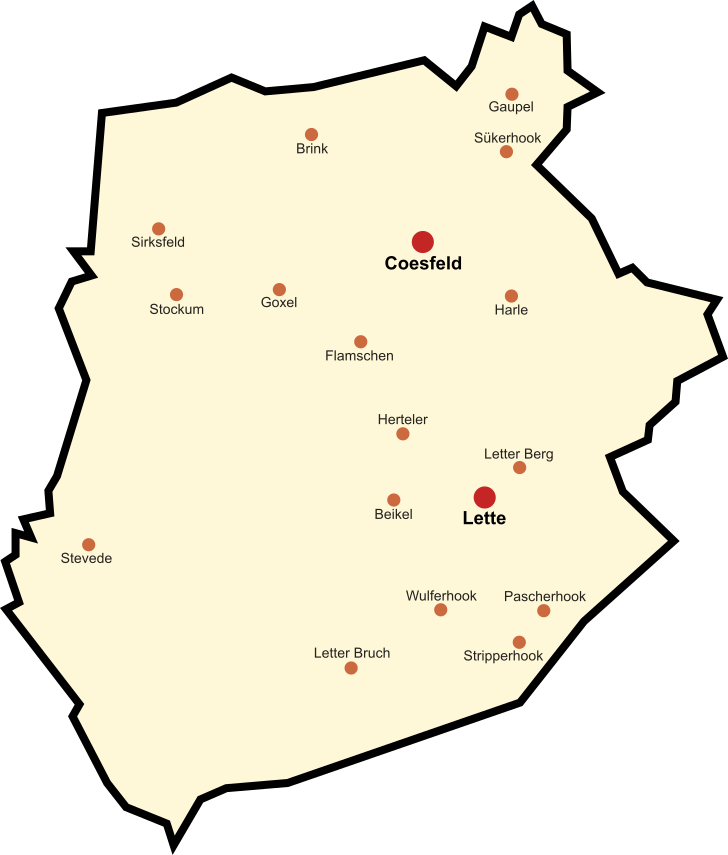
Ortsteile (rot) und Bauerschaften (orange) von Coesfeld

Der im Süden Coesfelds liegende Stadtteil Lette wurde im Zuge der kommunalen Neugliederung des Landes Nordrhein-Westfalen mit dem Münster/Hamm-Gesetz zum 1. Januar 1975 nach Coesfeld eingegliedert. Zu Lette gehören die Bauerschaften Letter Berg, Pascherhook, Stripperhook, Wulferhook, Beikel, Letter Bruch und Herteler.

## Geschichte

### Stadtname
Anzusetzen ist Kô-isa-feld, d. h. „Feld an einem Kuh-Bach“.

### Dorf Coesfeld
Die erste schriftliche Erwähnung Coesfelds findet sich in Altfrieds Lebensbeschreibung des heiligen Ludgerus, des Patrons und Bischofs der Diözese Münster. Danach hat Liudger auf dem Weg von seiner Abtei in Werden nach Münster am Abend vor seinem Tod, dem 26. März 809, in der St.-Lamberti-Kirche gepredigt.
Im Jahr 1032 gründete die edle Frau Reimodis (Richmodis) neben sechs weiteren, die heute nicht mehr existierende Pfarrei Varlar, zu welcher laut Urkunde neben Bauerschaften angrenzender Kirchspiele die Coesfelder Bauerschaften Hanum (Harle), Mottenhem, Goplo (Gaupel), Surwick, Honbruggen, Hildiwick sowie Nordinchuson mit 54 Häusern als Pfarrsprengel gehörten.
Heinrich (von Coesfeld) hatte als zweiter Propst des Klosters Varlar, das von seinen Verwandten Gottfried und Otto von Cappenberg unter Mitwirkung von Norbert von Xanten als Prämonstratenserkloster, nach der Augustinusregel:4, gegründet worden war, das Dorf Coesfeld nördlich der Berkel dem Kloster Varlar kurz vor der Stadtwerdung vererbt. Das Dorf Coesfeld war durch Niederlassung freier Leute, denen durch das jährliche Wortgeld ein Hausplatz von Varlar eingeräumt wurde, erheblich angewachsen:5.
Durch Neubau der Jacobi-Kirche südlich der Berkel konnte der Bischof von Münster in Abgrenzung von Varlar eigene Rechte geltend machen, obwohl beide Pfarren des Dorfes von Varlar verwaltet wurden. Der Propst von Varlar hielt in seiner Funktion als Archidiakonus das geistliche Sendgericht, weltliche Schirmvögte über das Wigbold Coesfeld – von Varlar beauftragt – waren die Edlen von Horstmar.

### Bauerschaften
Bei Gaupel handelt es sich um die in schriftlichen Quellen seit dem 11. Jahrhundert nachweisbare Bauerschaft Gaplon im Osten der Stadt Coesfeld in der Nähe und an den Ufern der Berkel mit den mittelalterlichen Siedlungskernen Koningsell, Hembruggion, Sudwick, Bordenstock, Gaplon, Rudwick, Mottonhem und Nyhem.
Urkundlich wurde Harle zuerst im 12. Jahrhundert genannt. Die Bauerschaft umfasste das eigentliche Harle am Honigbach, Kalksbeck sowie eine Ausbausiedlung Holthusen.
Stevede wurde schon sehr früh in der Urkundenüberlieferung genannt. Stenuuidi oder Stenuuida lautet die alte Schreibweise, was nach Franz Darpe so viel wie „eine mit Steinen besäte Weide“ bedeutet. Am 9. Oktober 799 erhielt der Werdener Abt Liudger, der erste Bischof von Münster, von den Adligen Markhard und Rothard den Teil eines Erbes (Hofes) im Wald von Steinwida. Es handelte sich zweifellos um den heutigen Hof Wolfert, dessen Entstehung in die Zeit Karls des Großen fällt. Der Hof wurde nicht unmittelbar von Werden aus verwaltet, sondern gehörte zum Haus Lüdinghausen, einem Lehen, mit dem das Domkapitel in Münster vom Werdener Abt belehnt war. Erst mit der Säkularisation 1803 – zu dieser Zeit gehörten 90 Höfe und Kotten zum Haus Lüdinghausen – endete die seit Jahrhunderten bestehende Verbindung des Hofes Wolfert über Lüdinghausen zum Kloster Werden. Grundherr wurde der spätere Fürst zu Salm-Horstmar. Die „Huninghove“ – heute Schulze Hüynck – wurde im Jahr 930 erstmals im Werdener Heberegister erwähnt, danach in einem Verzeichnis über Einkünfte des bischöflichen Amtes Billerbeck um 1252. Im Jahr 1311 wurde der Hof von dem Edelherrn Johann von Ahaus an das Kloster Marienborn verkauft.
Auch die übrigen Steveder Höfe weisen ein hohes Alter auf. So wird Schulze Hillert bereits 1151 in einer Urkunde genannt. In diesem Jahr überließ der münsterische Bischof Werner dem Stift Asbeck eine Rente aus der „Curia stenwide“. Da diese Rente bis zu ihrer Ablösung im Jahr 1848 auf dem Hof Schulze Hillert lastete, ist davon auszugehen, dass es sich hier um den ursprünglichen Hof „stenwide“ handelt, der auch namensgebend für die Bauerschaft war. Am 3. Februar 1326 tauschte Ludolf, Edler zu Steinfurt, mit Johann dictus Vreseler die Bovinkhove (Schulze Böving) gegen das Haus Nienhaus in Billerbeck. Am selben Tag übertrug Vreseler den Hof an den Coesfelder Bürger Johann de Dosburg. Eigentümer wurde das Kloster Marienborn in Coesfeld. Nach der Säkularisation wurde der spätere Fürst zu Salm-Horstmar neuer Grundherr.

### Stadtgründung
Bischof Hermann II. von Katzenelnbogen von Münster übertrug im Jahre 1197 das Stadtrecht auf Coesfeld, wenige Jahre nach der Stadtwerdung des benachbarten Ortes Münsters, wodurch die neue Stadt aus umstrittener Abhängigkeit des bei Coesfeld gelegenen Kloster Varlars entlassen wurde. Die erhaltene Urkunde trägt das Datum des 12. März 1197, kaiserliche Bestätigung fand die Urkunde im darauf folgenden August. Der neue Status war mit erheblich erweiterten Rechten für die Bürger verknüpft, die aber nicht ausdrücklich genannt werden. Hierzu dürften Markthoheit, Münzhoheit, Steuerhoheit, eine eigene Gerichtsbarkeit und die freie Wahl der Bürgermeister und Schöffen sowie das Recht auf Befestigung gehört haben. In der ersten Hälfte des 14. Jahrhunderts schützte Coesfeld seine Besitzungen außerhalb der Stadt mit einer Landwehr, die später Stadthagen genannt wurde. Von den ehemals vier Hauptjahrmärkten hat sich der Ursulamarkt bis heute sowie der Wochenmarkt am Dienstag und am Freitag erhalten. Coesfeld nahm an den mittelalterlichen Stadt- und Landfrieden in Westfalen teil. Im Jahr 1244 wurde das Zisterzienserinnenkloster Marienborn nach Coesfeld verlegt. Die spätmittelalterliche Frömmigkeitsbewegung der Devotio moderna hielt mit dem Schwesternhaus Marienbrink 1424/27 Einzug in die Stadt.

### Täufer in Coesfeld

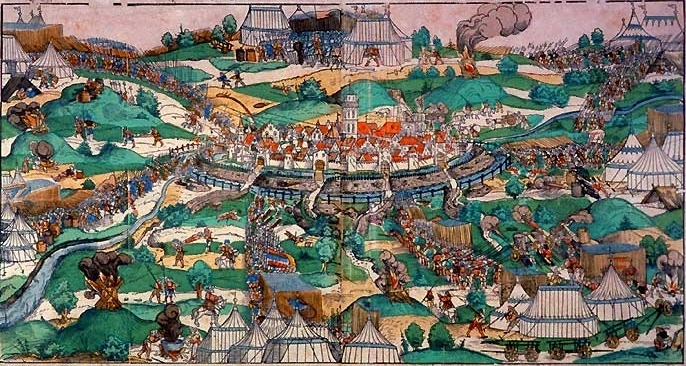
Der Fürstbischof von Münster, Franz von Waldeck, bei der Belagerung des Täuferreichs von Münster

1534 gelang es kurze Zeit einigen aus Münster zu Unterstützungszwecken ausgesandten Sendboten der theokratischen Täufer im damals mehrheitlich protestantischen Coesfeld und weiteren Städten im Münsterland, erheblichen Einfluss zu gewinnen. Die Täufer, deren münsteraner Anführer Jan van Leiden und Jan Matthys aus den Niederlanden und deren ideologischer Anführer Bernd Rothmann aus Stadtlohn stammten, wurden dann aber durch den die Stadt Münster belagernden Bischof Franz von Waldeck mit Truppengewalt verdrängt.

### Stadtrichter Kort Kamphues
Kort Kamphues war von 1553 an Stadtrichter in Coesfeld. Mit der Übersiedlung auf den außerhalb gelegenen Brink verletzte er seine Residenzpflicht und geriet hierüber in Streit mit der Stadt. 1572 warb Kamphues Söldner für die Spanische Krone im Krieg gegen die Niederlande; die abmarschbereiten Truppen versammelte er am 2. Juni 1572 innerhalb der Stadtbefestigungen. Die Obrigkeit ließ ob dieser Provokation die Tore schließen, woraufhin Kamphues und seine Mannen über die Mauern und den Graben entkamen. In der Folge wurden Kamphues die Bürgerrechte abgesprochen und er durfte die Stadt nicht mehr betreten. Nach einem gescheiterten Brandanschlag auf Coesfeld im Jahr 1578, für den wahrscheinlich sein Sohn Wilhelm hauptverantwortlich war, wurde die Sippe des ehemaligen Richters verfolgt. Kort wurde bei Bocholt gefangen genommen und wegen Landfriedensbruchs am 9. Dezember 1578 in Bevergern hingerichtet. Während Wilhelm letztendlich auf freien Fuß gesetzt wurde, zahlten etliche weitere Beteiligte mit ihrem Leben.
Der sog. Kamphues-Dolch, dessen Verbleib fast 130 Jahre ungeklärt war, wurde 2007 in der Sammlung von Benjamin de Rothschild in Schloss Pregny am Genfersee wieder aufgespürt. Die Stadt ist mittlerweile im Besitz einer Replik dieses kunsthistorisch bedeutenden Dolches aus dem frühen 14. Jahrhundert.

### Dreißigjähriger Krieg

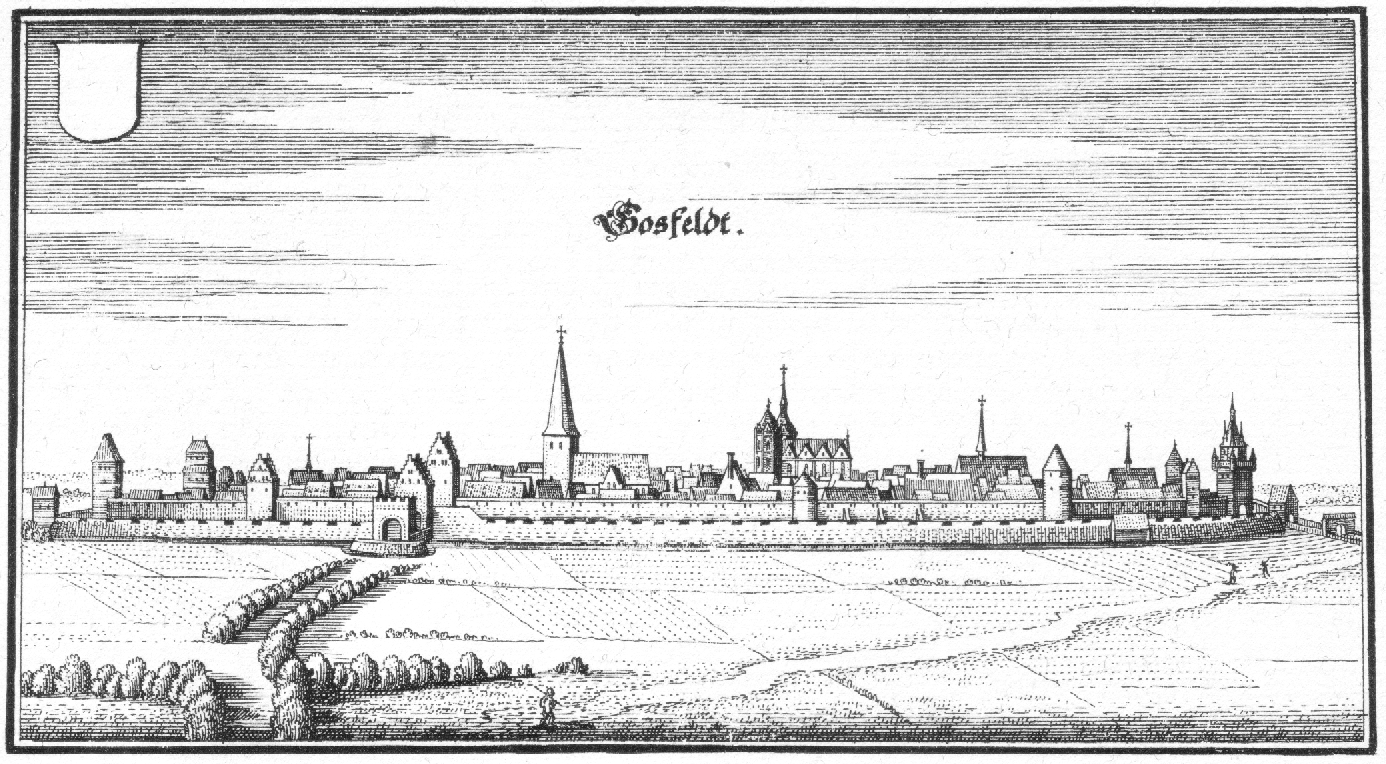
Coesfeld um 1647

Mehrfach und langjährig wurde Coesfeld im Dreißigjährigen Krieg durch fremde Truppen (Liga-Truppen, 18-jährige Einquartierung durch Hessen-Cassel) besetzt. Es dauerte im Münsterland – im Unterschied zu den benachbarten Niederlanden – Generationen, die wirtschaftlichen Folgen des mitteleuropäischen Krieges zwischen den katholischen und protestantischen Parteien nach dem Westfälischen Frieden zu überwinden – insbesondere auch unter landwirtschaftlich schweren äußeren Bedingungen. Erst im 19. Jahrhundert wurde die Bevölkerungszahl der Vorkriegszeit wieder erreicht.

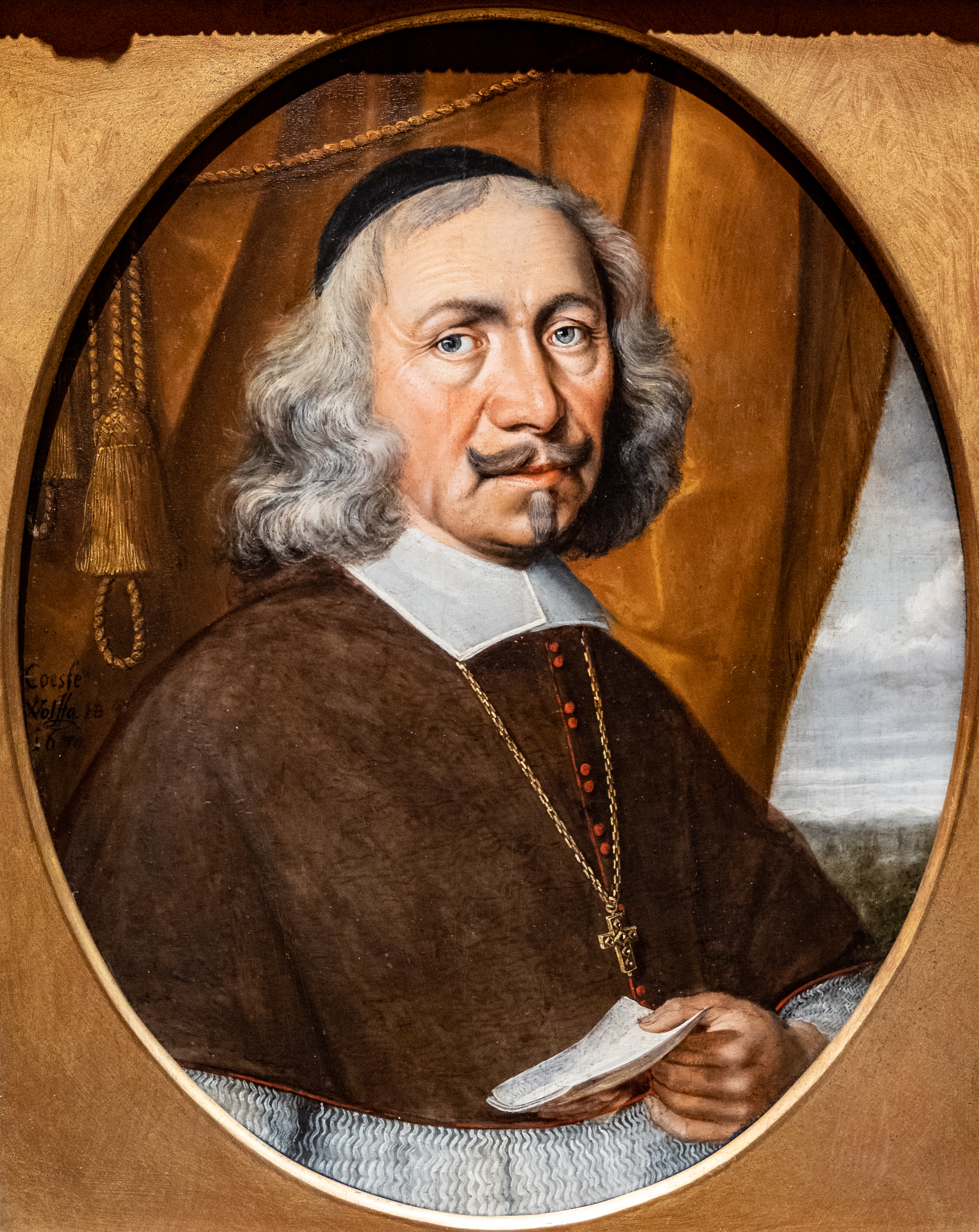
Christoph Bernhard von Galen

Im Zusammenhang mit der Rekatholisierung und Gegenreformation wurden zahlreiche Schulen im Münsterland gegründet, unter Federführung von Christoph Bernhard von Galen, der außerhalb der Coesfelder Stadtmauern vor dem Viehtore die so genannte Ludgerusburg zu seinem Bischofssitz in Konkurrenz der zur freien Reichsstadt strebenden Stadt Münster ausbaute. Die Ludgerusburg zerfiel nach dem Tod des Bischofs, der mit Unterstützung der Jesuiten zum Bischof gewählt worden war, wieder; die Ruinen-Reste sind heute beidseitig der Osterwicker Straße sichtbar. Weitere Bauten wie der Große Kreuzweg gehen auf Galens Initiative zurück. Von Galen, als kluger Mann keinen Reformen abgeneigt, griff für sein Verteidigungsbollwerk auf die Junggesellenschützen zurück. Hierdurch konnte er die hohen Kosten, die sein Söldnerheer verursachte, minimieren. Noch heute gibt es die Junggesellenkompanie im Bürger- und Junggesellen Schützenverein Coesfeld e. V.
Der Vorgänger Galens, Ferdinand von Bayern, hatte 1627 in Coesfeld eine Jesuiten-Lateinschule gründen lassen, das noch heute existierende Gymnasium Nepomucenum. Galen und die zurückkehrenden Jesuiten unterstützten diese, durch den Krieg unterbrochene, Schulgründung tatkräftig.
Van Galen beendete auch eine Phase, in der Coesfeld über mehr als achtzig Jahre sogenannten Dodtslegern (Totschlägern) Asyl geboten hatte. Im Protocollum von Dodtslegern, das im Stadtarchiv verwahrt wird, sind 183 Fälle verzeichnet, bei denen aus dem Umland zugereisten Personen Unterschlupf gewährt wurde, obwohl sie des Mordes oder Totschlags bezichtigt wurden. Die Dodtsleger konnten sogar das Bürgerrecht erlangen, wenn sie ein „halbes Bürgergeld“ entrichten, einen Eid auf die Stadt ablegten und einen Ledereimer für Löschzwecke bereithielten. Auch durften sie ihr Getreide nur in der städtischen Mühle mahlen lassen. Sie durften ein Gewerbe ausüben, konnten aber nicht in Zünfte oder Gilden aufgenommen werden.

### Wirtschaftlicher Niedergang
Mit dem Ende der Besetzung Coesfelds im Siebenjährigen Krieg unter Prinz Soubise, der 1761 in Coesfeld sein Winterquartier aufschlug, erlebte Coesfeld einen Tiefpunkt der wirtschaftlichen Entwicklung, viele Bürger hatten die Stadt verlassen, die meisten Häuser standen leer, die Stadtbefestigung war zerstört.

### Napoleonische Zeit

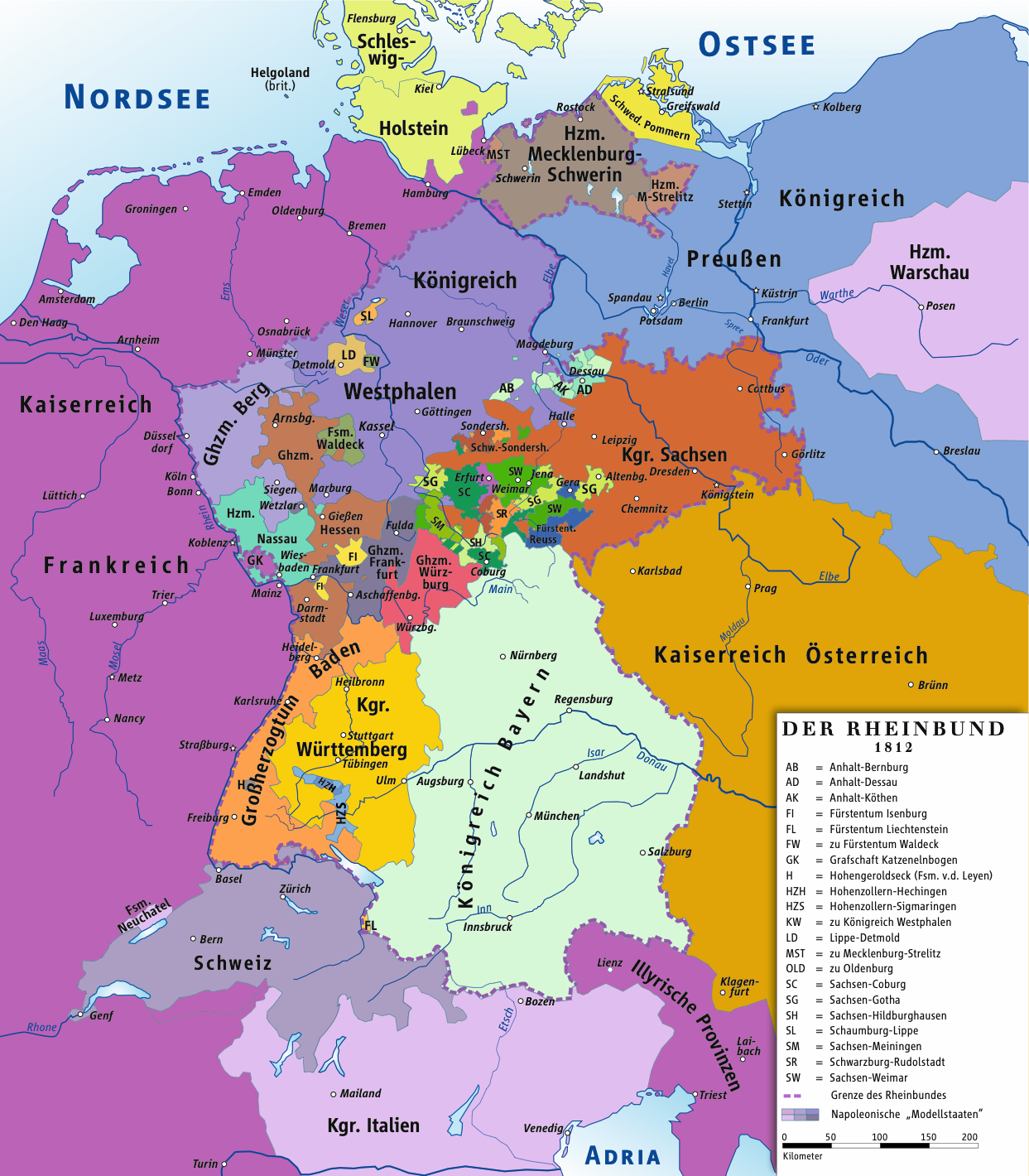
Das Münsterland als Teil Frankreichs

1802 wurden die Stadt Münster und große Teile des Hochstifts Münster im Zuge der Koalitionskriege von preußischen Truppen besetzt. Das Hochstift Münster wurde aufgelöst. Das Amt Horstmar kam 1803 mit dem Reichsdeputationshauptschluss als Entschädigung für an Frankreich abgetretene linksrheinische Gebiete unter die reichsunmittelbare Herrschaft des protestantischen Rheingrafen Salm-Grumbach, der sich nun Graf zu Salm-Horstmar nannte und fortan Residenz in Schloss Varlar zwischen Coesfeld und Horstmar bezog. Das Haus der Rheingrafen kam so in den – bis in die Gegenwart umstrittenen – Besitz aller kirchlichen Güter der Herrschaft. Auf der Grundlage der Rheinbundakte wurde die Grafschaft Salm-Horstmar 1806 ein Teil des Großherzogtums Berg im Rheinbund, einer vom Heiligen Römischen Reich sich lossagenden Konföderation souveräner deutscher Staaten. 1810 annektierte Frankreich das Gebiet, um so die Kontinentalsperre besser durchsetzen zu können. 1813 geriet Coesfeld unter das preußische Generalgouvernement zwischen Weser und Rhein, das nach dem Rückzug der Franzosen die provisorische Verwaltung des Münsterlandes übernahm.

### Preußen
Durch Entscheidung auf dem Wiener Kongress im Jahre 1815 wurde Coesfeld Teil Preußens und seiner Provinz Westfalen. Der Graf zur Salm-Horstmar wurde 1816 als preußischer Standesherr in den erblichen Fürstenstand erhoben. Durch die Vorteile eines großen Staates, so Otto Neumüllers 1928, nahm insbesondere das darniederliegende Schulwesen einen Aufschwung. Coesfeld wurde Kreisstadt, Stadt und Kirchspiel wurden verwaltungstechnisch getrennt. Das reformiert-lutherische und erst später unierte Preußen hatte durch das katholische Schlesien bereits Erfahrungen mit der Integration großer Territorien mit abweichender (katholischer) Religion.

### Industrialisierung
In der Zeit der Frühindustrialisierung erlebte Coesfeld zahlreiche Neugründungen: Textil-, Papier- und eine Lederfabrik bereiteten den Weg für Maschinenbaubetriebe und eine Eisengießerei. Nach Bau der Eisenbahn wurde Coesfeld zum Kreuzungspunkt zweier Strecken. Bis zum Ersten Weltkrieg dauerte die Ausweitung industrieller Tätigkeiten besonders entlang der Ausfallstraßen an.

### 20. Jahrhundert
Die Verschleppung und Ermordung der jüdischen Bevölkerung Coesfelds stellte – drei Jahre nach der Reichspogromnacht mit Überfällen durch lokale und auswärtige Täter – einen Tiefpunkt in der Geschichte der Stadt dar. In der Dokumentation Stolpersteine werden die Vorgänge beschrieben: „Bis in den Herbst 1941 wurden sämtliche noch in Coesfeld verbliebene Juden und Jüdinnen zum Umzug in die Kupferstraße 10 in das Wohn- und Geschäftshaus der jüdischen Familie Eichenwald gezwungen. Anfang Dezember 1941 wohnten dort mehr als 20 Personen in beengten Verhältnissen, entrechtet und isoliert. Lebensnotwendiges durfte nur noch einmal wöchentlich wenige Stunden in drei festgelegten Geschäften eingekauft werden. Bei Bombenangriffen durften keine Schutzräume mehr aufgesucht werden, wie etwa den im nahe gelegenen Gymnasium Nepomucenum. In der Öffentlichkeit musste ab September 1941 der sogenannte Judenstern getragen werden. Am frühen Morgen des 10. Dezember 1941 mussten sich 19 jüdische Coesfelderinnen und Coesfelder im Schlosspark sammeln. Von dort wurden sie mit einem Lastwagen nach Münster zum Gertrudenhof, einer Sammelstelle in Bahnhofsnähe gebracht. Am 13. Dezember 1941 ging der Zug über Osnabrück und Bielefeld, wo Hunderte weitere jüdische Menschen zugeladen wurden, nach Riga zum Bahnhof Šķirotava, wo sie am 16. Dezember 1941 abends ankamen, aber noch die ganze Nacht im Zug bei eisiger Kälte ausharren mussten. Am Morgen wurden sie laut Aussagen Überlebender unter Peitschenhieben und Gebrüll aus dem Zug geholt und mussten etwa acht Kilometer bis ins Lager Riga laufen. Dort im Stadtteil „Moskauer Vorstadt“ hatten zuvor 25.000 bis 30.000 lettische Juden gelebt, die man aus den Häusern geprügelt und ermordet hatte, um Platz zu schaffen für die Neuankömmlinge aus dem Deutschen Reich. Die Biographien der Deportierten verlieren sich in Riga. Von den im Schlosshof Fotografierten überlebte eine einzige Person. Damit endete – vorerst – die jüdische Gemeinde in Coesfeld nach 446 Jahren.“
Im Zweiten Weltkrieg wurde der alte Stadtkern Coesfelds zu großen Teilen zerstört. Der erste größere Luftangriff wurde am 10. Oktober 1943 von einer fehlgeleiteten Bombergruppe der US Army Air Forces geflogen, deren eigentliches Ziel Münster war. Die größten Zerstörungen erlitt die Stadt in der Endphase des Krieges vom 21. bis 24. März 1945. Allein am 21. März 1945 wurden beim Vorrücken und bei Beginn der Befreiung des Münsterlandes rund 10.000 Spreng- und 49.000 Brandbomben bei angloamerikanischen Angriffen über Coesfeld abgeworfen und verwandelten die Innenstadt in eine Ruinenlandschaft. Am Karfreitag, 30. März 1945, wurde Coesfeld von den vorrückenden englisch-amerikanischen Truppen unter Feldmarschall Bernard Montgomery ohne größere Gegenwehr eingenommen, nachdem diese Verbände erst wenige Tage zuvor am 23. März 1945 im Rahmen der Operation Plunder den Rhein zwischen Emmerich und Wesel überquert hatten.
Im Frühjahr 1946 wurde die Stadt von einem schweren Hochwasser heimgesucht, welches große Teile der immer noch zerstörten Stadt überschwemmte.
Beim – teils autogerechten – Wiederaufbau nach dem Krieg, im Zuge dessen u. a. eine Straße durch die Schlossanlage der Liebfrauenburg geführt wurde, wurden große Flächen in das Stadtbild des Mittelzentrums unter Zersiedlungstendenzen integriert und die Stadt erlebte einen jahrzehntelangen wirtschaftlichen Aufschwung. Am 1. Juli 1969 wurde Coesfeld mit der vormals unabhängigen und außerhalb gelegenen Gemeinde Kirchspiel Coesfeld, die – festgelegt durch die preußisch revidierte Städteordnung von 1831 – seit 1837 von der Stadt getrennt war, zur Stadt Coesfeld zusammengelegt, wodurch die Einwohnerzahl von 22.039 auf 26.528 wuchs. Bei der kommunalen Neugliederung der Kreise, die am 1. Januar 1975 in Kraft trat, behielt Coesfeld den Status als Kreissitz. Die ehemalige Gemeinde Lette und kleine Gebiete von Billerbeck und Darup wurden eingegliedert. Die Textilkrise Westfalens der 1970er-Jahre überstand die Stadt Coesfeld und der umgebende Kreis durch Ansiedlung neuer Klein- und mittelständischer Unternehmen glimpflich. Im Jahr 1997 feierte Coesfeld das 800-jährige Bestehen der Stadt.

## Politik

### Bürgermeisterin
Im September 2020 wurde die parteilose Eliza Diekmann als Kandidatin von Bündnis 90/Die Grünen, SPD und den Wählergemeinschaften Pro Coesfeld und Aktiv für Coesfeld zur Bürgermeisterin gewählt. Sie übernahm das Amt am 1. November 2020 von Heinz Öhmann (CDU), der seit 2003 Bürgermeister war und nicht mehr zur Wahl antrat.

### Stadtrat
- SPD: 7
- Grüne: 9
- AfC: 2
- FDP: 2
- PRO C: 7
- CDU: 18
- Familie: 1

Die 46 Sitze des Stadtrates sind seit der Kommunalwahl vom 13. September 2020 wie folgt auf die einzelnen Parteien und Wählergruppen verteilt:
- CDU 18 Sitze
- SPD 7 Sitze
- Grüne 9 Sitze
- FDP 2 Sitze
- Pro Coesfeld - Freie und unabhängige Wählergemeinschaft 7 Sitze
- Aktiv für Coesfeld 2 Sitze
- FAMILIE 1 Sitz

Die freie Wählergemeinschaft (FWG) Pro Coesfeld bildete sich im Jahr 2004 aus einer Bürgerbewegung. „Aktiv für Coesfeld“ entstand Ende 2008 als Abspaltung von der CDU und tritt seit der Kommunalwahl 2009 als eigenständige Liste an. Für die Kommunalwahl 2025 haben die beiden Wählergemeinschaften ihre Kräfte gebündelt und treten gemeinsam an.

### Kommunalwahlen seit 1975
Die Kommunalwahlergebnisse (Stimmenanteile) seit 1975 zeigt folgende Tabelle:
| Jahr | CDU  | Pro COE | SPD  | Grüne 1 | FDP | AfC 2 | FAMILIE | Sonstige |
| ---- | ---- | ------- | ---- | ------- | --- | ----- | ------- | -------- |
| 1975 | 63,4 |         | 26,5 |         | 6,4 |       |         | 3,7      |
| 1979 | 55,9 |         | 35,4 |         | 8,7 |       |         |          |
| 1984 | 52,6 |         | 27,8 | 8,4     | 4,3 |       |         | 6,9      |
| 1989 | 49,8 |         | 31,8 | 06,51   | 5,4 |       |         | 06,48    |
| 1994 | 49,1 |         | 33,3 | 9,2     | 3,9 |       |         | 4,5      |
| 1999 | 62,4 |         | 26,5 | 7,6     | 3,6 |       |         |          |
| 2004 | 38,3 | 34,7    | 16,1 | 5,6     | 4,8 |       |         |          |
| 2009 | 41,9 | 27,7    | 13,3 | 7,4     | 6,6 | 3,1   |         |          |
| 2014 | 43,9 | 19,4    | 18,5 | 9,9     | 4,2 | 2,3   | 1,9     |          |
| 2020 | 38,9 | 15,9    | 14,9 | 20,2    | 3,2 | 4,3   | 2,4     |          |

### Statuten
Bis in die letzte Hälfte des dreizehnten Jahrhunderts gab es keinen Stadtrat im heute geläufigen Sinne, die oberste Gewalt in der Stadt lag beim Richter und den Schöffen, die kurz nach Stadtgründung allein, später zusammen mit den Rathsmännern, denen sie vorstanden, regierten. In einer Urkunde aus dem Jahr 1316 über eine Hausstelle entschieden der Richter Johann Vreseler und dessen Schöffen Heinrich Blome, Jordanus von Gracht als die beiden obersten Schöffen (magistri scabinorum), sowie die sie wählenden normalen Schöffen (scabinis ibi commorantibus) Lubbert Holthusen, Bernhard Schwarze, Heinrich Kückestieg, Theodor Stenbickering, Friedrich Kosinbur, Macharius von der Kemenade, Rotger Schutemanich und Heinrich Voedeker. Am Ende der Urkunde steht geschrieben: Zur Bekräftigung zum Zeugnisse des Vorstehenden haben wir Schöffen das Stadtsiegel an diese Urkunde gehängt. Bei anderen Geschäften stimmte die gesamte Bürgerschaft (totius universitatis oppidanorum) ab:18. Zu Beginn des vierzehnten Jahrhunderts entstand die Institution eines Stadtrates mit den Räten (consules), die neben den Gerichtsschöffen – bei ihrer ersten Erwähnung 1287 diesen noch untergeordnet – zunehmend weniger als Gehilfen der Schöffen zuständig waren für Vermögensangelegenheiten und – nach heutiger Begrifflichkeit – soziale Dinge.

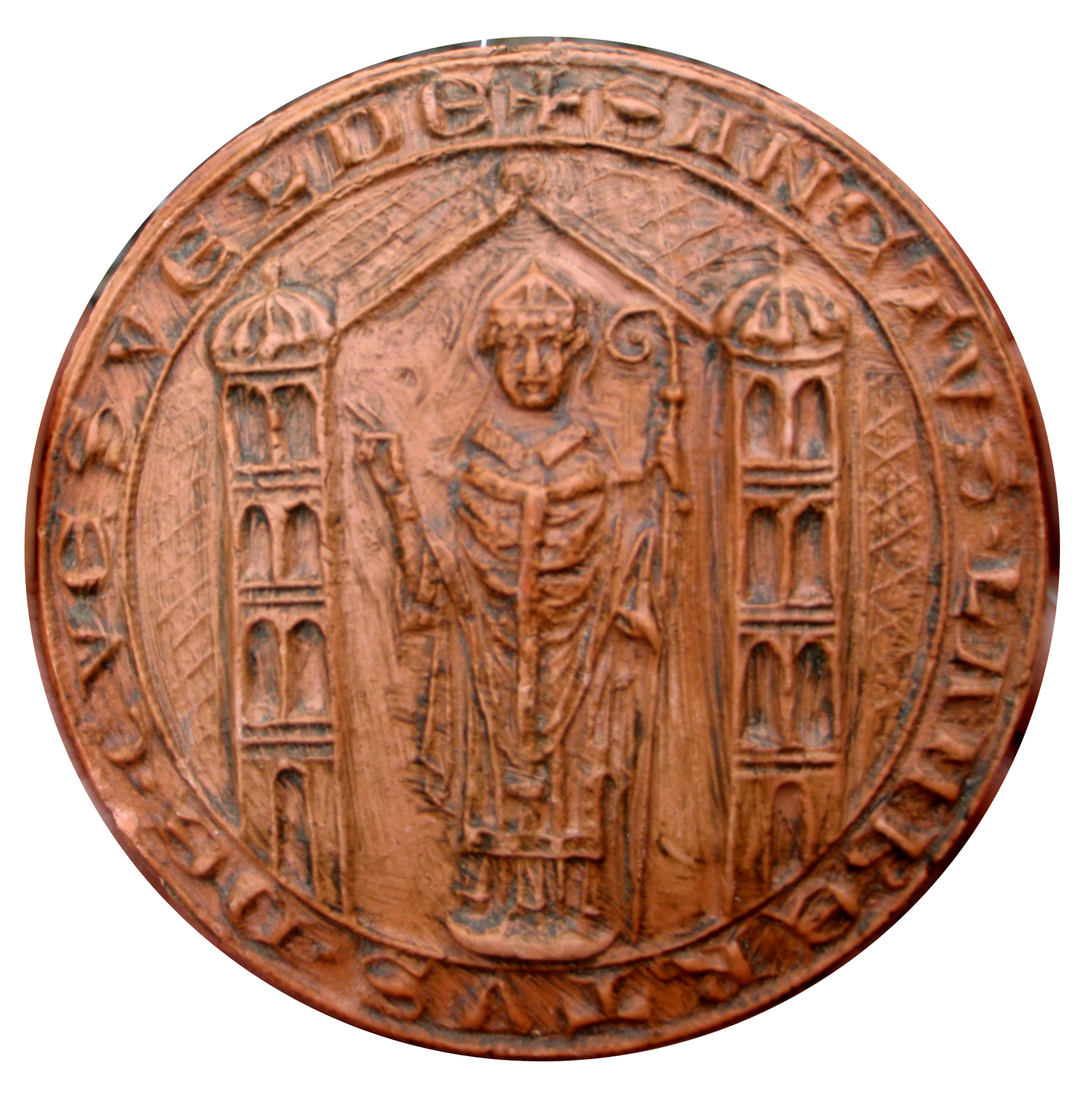
Lambertussiegel

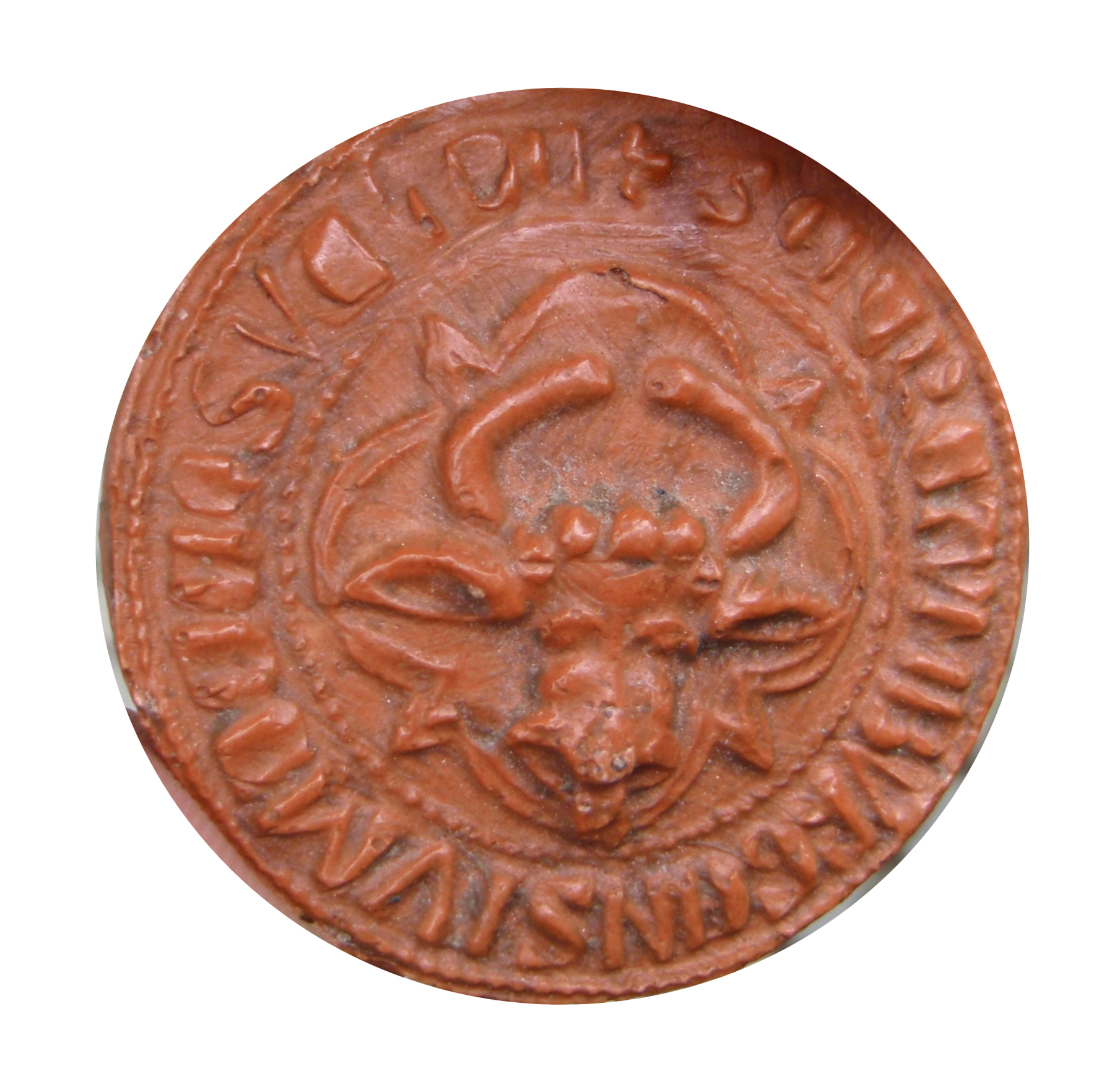
Sekretsiegel

### Wappen und Siegel
Blasonierung: „In Gold ein roter Kuhkopf mit goldenem Halfter, goldenem Stirnband und silber-schwarzen Augen.“
Das älteste Coesfeld Stadtsiegel, das ursprüngliche Hauptsiegel, ist ein Lambertussiegel. Es lässt sich seit 1246 nachweisen. Der Durchmesser beträgt 8 cm. Unter einem Giebel von zwei Türmen flankiert, steht der hl. Lambertus im Bischofsornat (ehem. Doppelturm-Westwerk der Lambertikirche).
Die Umschrift lautet: + SANCTVS. LAMBERTVS. DE. CVESVELDE +
Der Stempel dieses Siegels ist im Stadtarchiv.
Neben diesem Hauptsiegel verwendete die Stadt Coesfeld ein kleineres, so genanntes Sekretsiegel. Ursprünglich wurde es auf die Rückseite des Hauptsiegels gedrückt. Es zeigt den Kuhkopf von vorn. Dieses Kuhkopf-Sekretsiegel ist seit 1292 nachgewiesen. Aus ihm entwickelte sich das bis in das 18. Jahrhundert gebrauchte Kuhkopfsiegel der Stadt: + SECRETVM. BVRGENSIVM. DE. COSVELDE. +
Aus diesem Sekretsiegel wurde das redende Wappenbild der Stadt entwickelt. Seit 1497 bis ins 18. Jahrhundert lassen sich lückenlos Beispiele des Coesfelder Kuhkopfwappens nachweisen.

### Flagge
Die Flagge der Stadt Coesfeld zeigt die Farben Rot-Gold (Gelb). In der oberen Hälfte der Flagge wird das Wappen dargestellt.

### Städtepartnerschaften
Seit 1977 gibt es eine Partnerschaft zwischen Coesfeld und De Bilt in den Niederlanden. Zwischen dem Ortsteil Lette und Plerguer (Frankreich) gibt es seit 1968 eine Städtepartnerschaft.

## Sehenswürdigkeiten

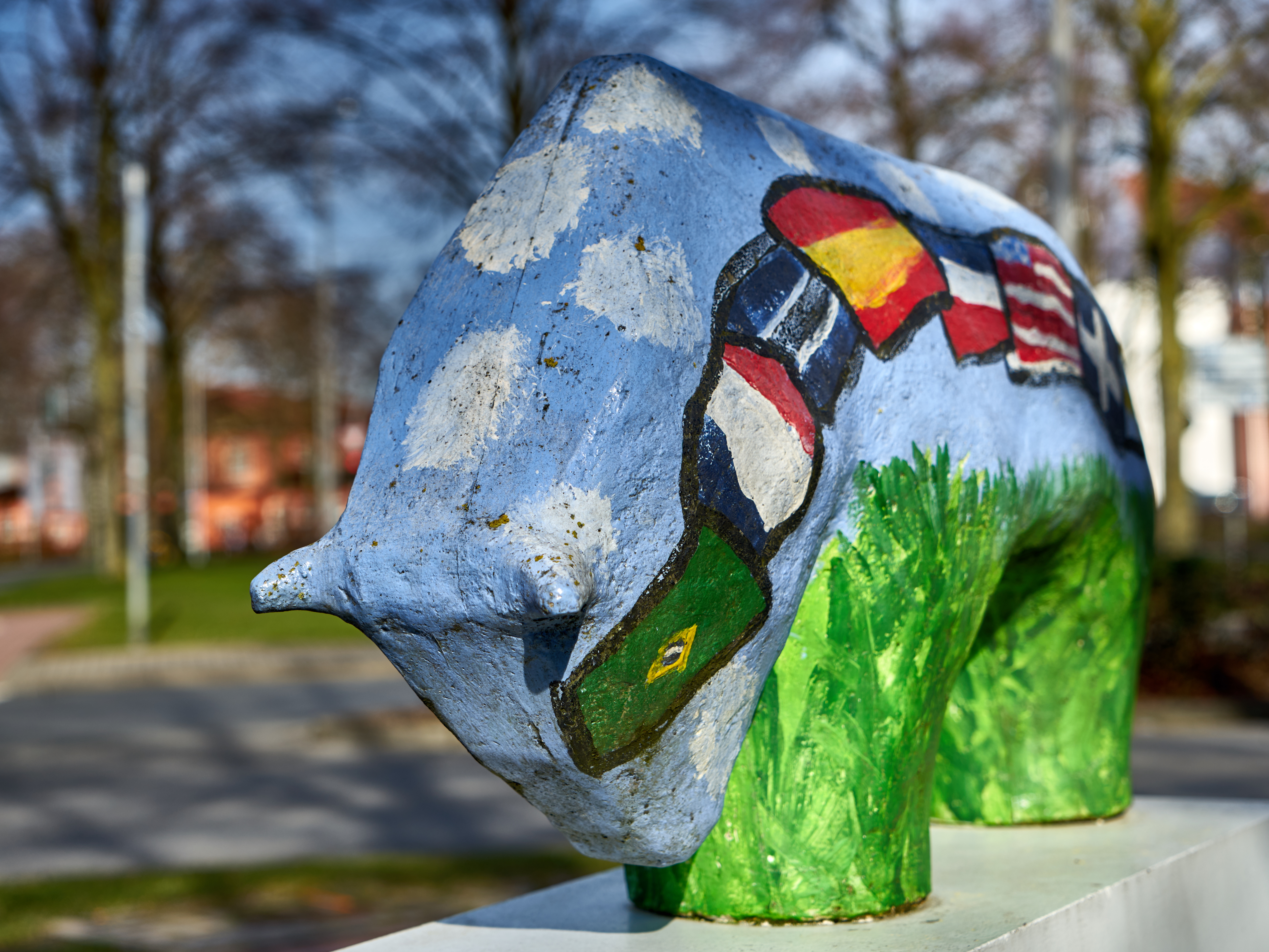
Globe Trotter – einer von 13 Ochsen im Stadtbild

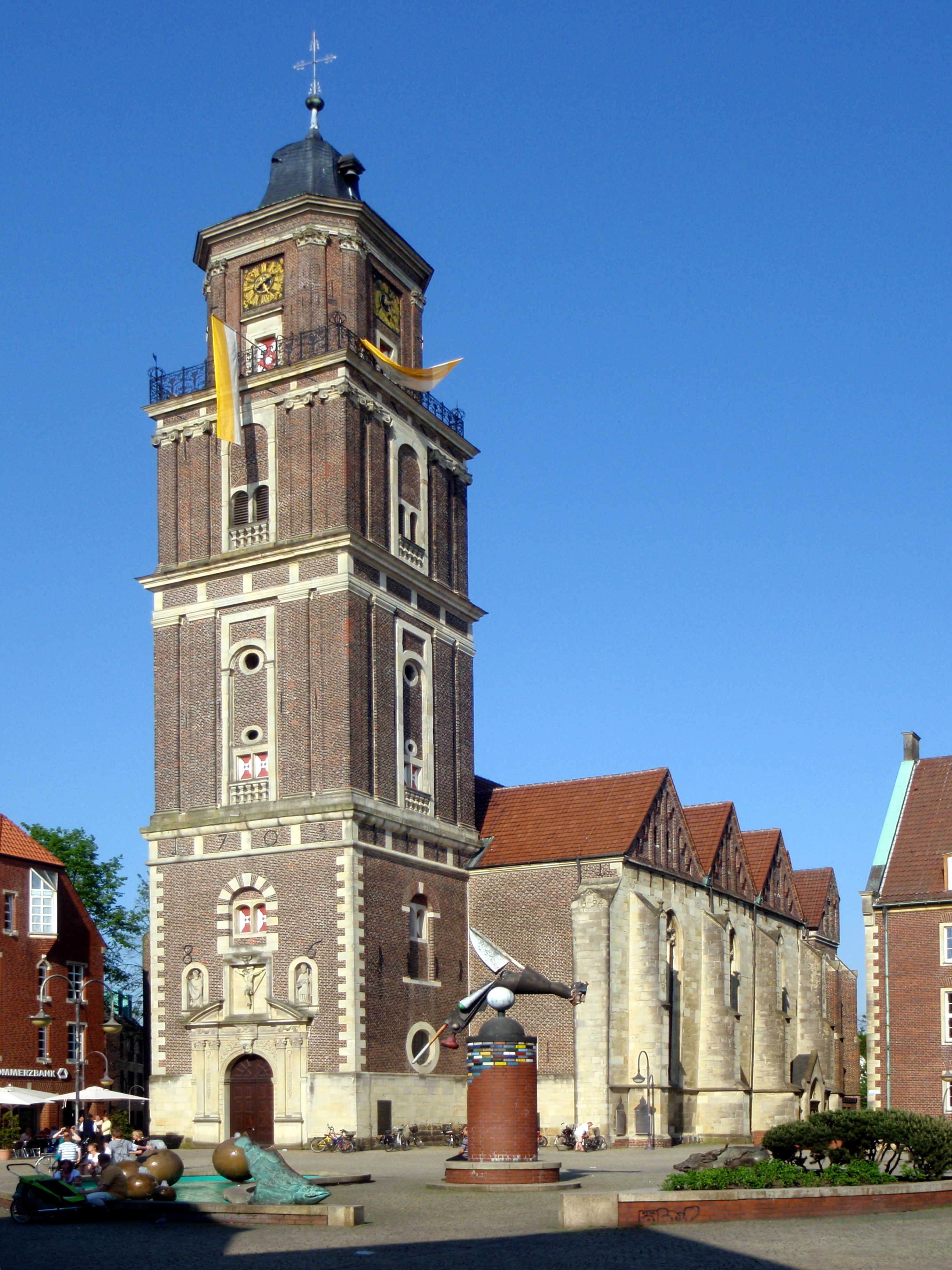
Pfarrkirche St. Lamberti

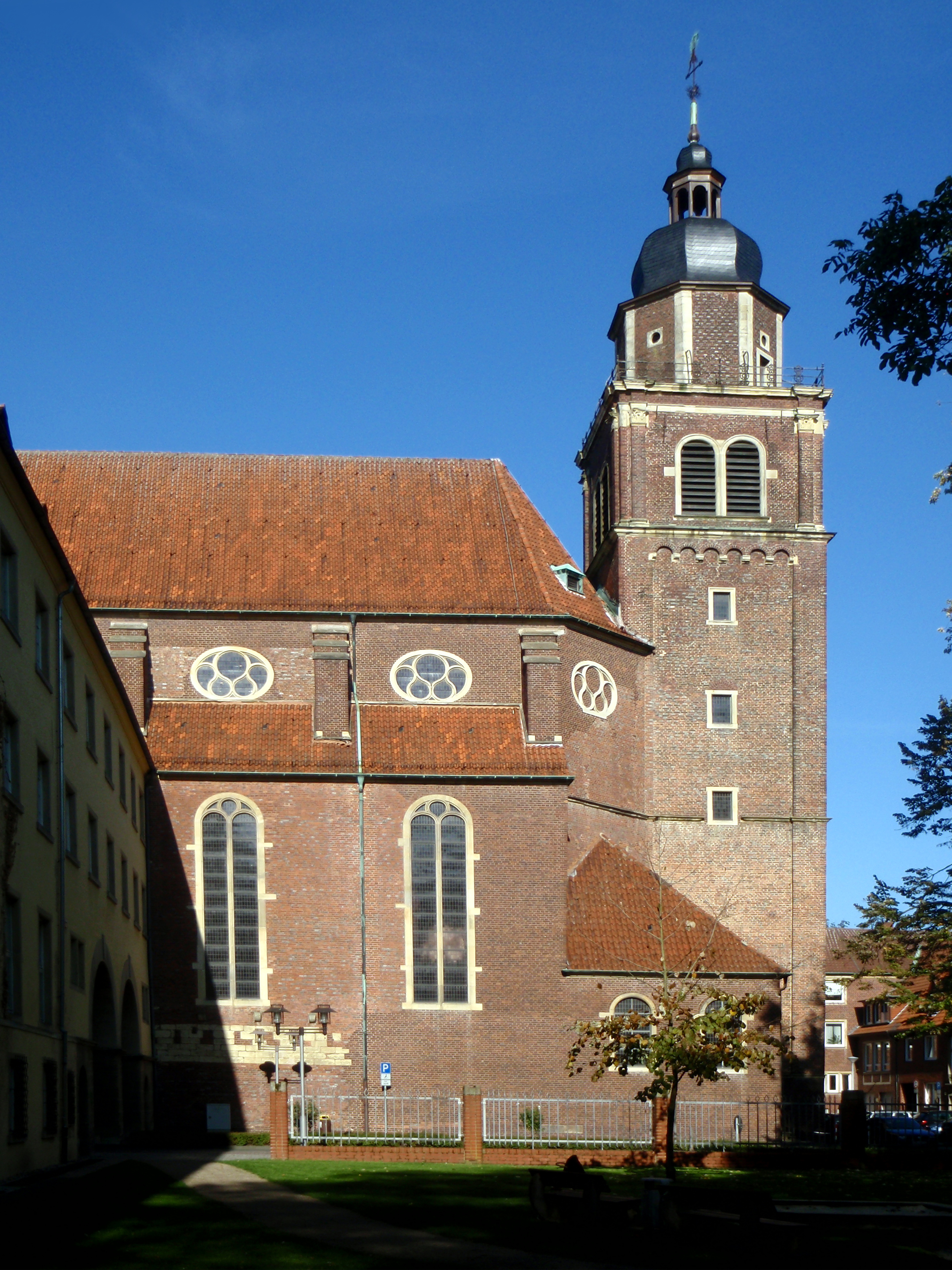
Ehemalige Jesuitenkirche

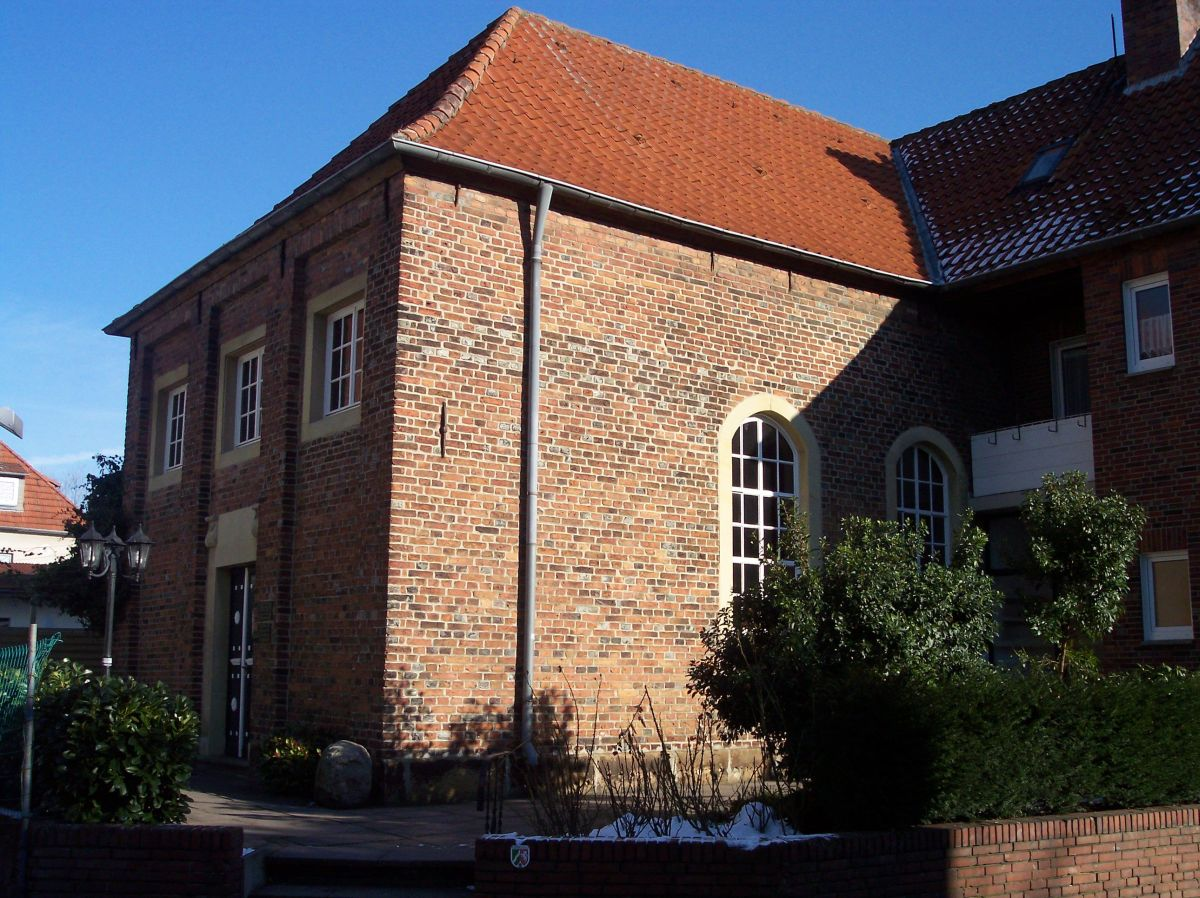
Ehemalige Synagoge Coesfeld

Coesfeld verfügt über eine Reihe von Sehenswürdigkeiten und Kulturdenkmälern sowie moderne Kunst im öffentlichen Raum. Zudem wurden vom Kunstverein Münsterland in Anlehnung an das Stadtwappen insgesamt dreizehn Ochsenfiguren an historisch interessanten Orten in der Stadt aufgestellt. Diese wurden vor Ort von der Firma Klostermann gegossen und zusammen mit Schülergruppen und Angehörigen der Behinderteneinrichtung Haus Hall gestaltet. Eine salopp als Ochsentour bezeichnete Stadtführung folgt den Ochsen durch die Stadt.

### Bauwerke

#### Sakralbauten
Coesfeld ist wie weite Bereiche des Münsterlandes vorwiegend römisch-katholisch; bei der Volkszählung 1987 waren etwa 90 Prozent der Bewohner Katholiken. Die den Coesfelder Marktplatz beherrschende Lambertikirche war eine ursprünglich romanische Kirche, die später zu einer gotischen Hallenkirche erweitert wurde. Sie ist die Pfarrkirche der Gemeinde St. Lamberti, deren Ursprünge auf Liudger, den ersten Bischof von Münster, zurückgehen. Ursprünglich hatte die Kirche rechts und links des Portals zwei Türme, von denen der Nordturm im Jahr 1635 und der Südturm 1681 Stürme nicht überstanden und einstürzten. Der heutige barocke, 68 Meter hohe Turm wurde in den Jahren von 1686 bis 1703 errichtet und geht auf die Brüder Gottfried Laurenz Pictorius und Peter Pictorius den Jüngeren zurück.
Die Lambertikirche ist Ziel von Wallfahrern, die das Coesfelder Kreuz, das größte Gabelkreuz Deutschlands, verehren. Die Große Kreuztracht findet neuerdings nicht mehr am Pfingstdienstag statt, sondern am arbeitsfreien Sonntag nach Kreuzerhöhung (14. September). Die Pfingstdienstag-Tradition war 1652 vom Fürstbischof Christoph Bernhard von Galen eingeführt worden, damit von weit her kommende Pilger sich nicht schon am Sonntag auf den Weg zu begeben brauchten, was der Feier des hohen Festtages nicht entspreche. Der traditionelle Kreuzweg erstreckt sich über zwölf Kilometer. Die Kleine Kreuztracht, die seit 1652 am Pfingstmontag um den Stadtkern geht, erinnert an die Vertreibung der Hessen nach dem Dreißigjährigen Krieg in jenem Jahr. Sie wird auch Hessen Utjacht genannt, da hessische Soldaten mit dem aus der Kirche verschwundenen Kreuz „den Offizieren zu gefallen“ ihren Spott getrieben hatten. Bezeugt ist die Kreuztracht seit 1312. Coesfeld ist einer der ältesten Kreuzwallfahrtsorte der Diözese Münster. Die Kreuzverehrung hat alle Jahrhunderte überdauert.
Die zu großen Teilen noch aus der Zeit der Verleihung der Stadtrechte 1197 stammende Jakobi-Kirche, erweitert im 15. Jahrhundert und noch Anfang der 1940er-Jahre renoviert, wurde während des Zweiten Weltkriegs am 21. März 1945 durch Sprengbomben völlig zerstört. Unter den Trümmern des Turms fand Kaplan Pater Heinrich Wünsche SJ den Tod. Lediglich das Turmportal wurde nach dem Krieg originalgetreu rekonstruiert, die Kirche in den 1950er-Jahren modern wiederaufgebaut. Sie war im Mittelalter bedeutender Sammelpunkt für die Pilger des Jakobswegs.
Die Jesuitenkirche, ein Werk des Baumeisters Anton Hülse, mit ihrem kostbaren hohen, geschnitzten Barockaltar brannte am 21. März 1945 völlig aus und wurde wieder aufgebaut.
Die ehemalige Synagoge an der Weberstraße 7 wurde zwischen 1807 und 1810 im barocken Stil errichtet. Baulich angegliedert war ihr eine jüdische Schule, auf deren Fundamenten heute ein Gemeindehaus mit Kastellanswohnung steht. Bei der Synagoge handelt es sich um einen schlichten Rechteckbau, dessen Innenwände mit stilisierten Vorhängen und hebräischen Bibeltexten bemalt waren. Empore, Bima und Rednerpult hatten eine neugotische Gestalt. In der Reichspogromnacht vom 9. auf den 10. November 1938 konnte durch einen Nachbarn das Niederbrennen der Synagoge verhindert werden. Die Inneneinrichtung wurde jedoch durch die Nazis und deren Sympathisanten total zerstört. Das demolierte Gebäude erwarb der erwähnte Nachbar am 17. Dezember 1938. Im Jahr 1962 kaufte die Evangelisch-Freikirchliche Gemeinde (Baptisten) Coesfeld das jüdische Gotteshaus und restaurierte es unter Anleitung des Coesfelder Architekten Kahrmann. Das baufällige Schulgebäude wurde abgerissen und durch ein Gemeindezentrum ersetzt. Der Zwillbrocker Restaurator Jetter stellte den Thoraschrein wieder her. Die noch teilweise vorhandene Frauenempore wurde ebenfalls restauriert. Genutzt wird die mit Zuschüssen des nordrheinwestfälischen Landesamtes für Denkmalschutz erneuerte Synagoge seit 1963 als gottesdienstliches Zentrum der Freikirche.

#### Wohnbauten
Der Bestand an älteren Bürgerhäusern wurde durch die schweren Zerstörungen während des Zweiten Weltkrieges stark dezimiert. Etliche der Bauten, die den Bombenhagel überstanden hatten, wurden in der Nachkriegszeit und – zum Teil noch bis in die 1980er-Jahre hinein – im Rahmen der Stadtsanierung abgebrochen, darunter einige recht bedeutende Baudenkmäler. Hierzu gehörten Süringstraße 40, Rosenstraße 1 (um 1600) und Walkenbrückenstraße 29. 1990 wurde schließlich der 1945 schwer getroffene und später vereinfacht wiederhergestellte Schenckinghof in der Ritterstraße mit seinem mittelalterlichen Steinwerk beseitigt.

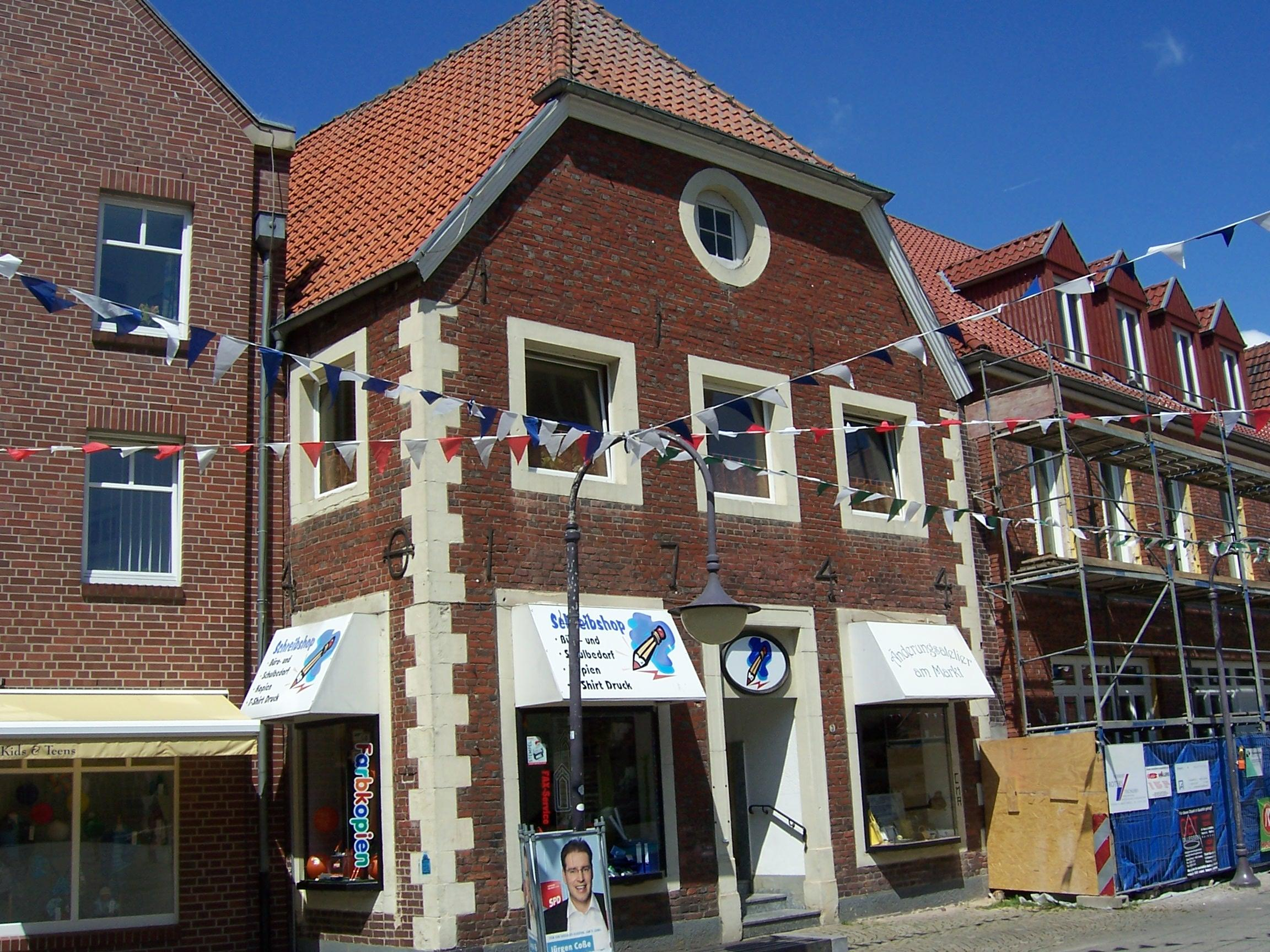
Haus Markt 3 in Coesfeld von 1744

Von der einstigen Marktplatzbebauung blieb so gut wie nichts erhalten. Noch 1988 musste Markt Nr. 4, ein älteres Giebelhaus, einem Geschäftshaus weichen. Bei Markt 2 handelte es sich ursprünglich um ein zweigeschossiges klassizistisches Backstein-Traufenhaus mit hohem Walmdach. 1955 wurde die Fassade völlig verändert und das Erdgeschoss zu Ladengeschäften ausgebaut. Hinter dem Gebäude befindet sich ein älteres, noch vom Vorgängerbau stammendes Steinwerk. Das nebenan gelegene Backsteingiebelhaus mit Krüppelwalmdach (Markt 3) ist durch die Maueranker zwar auf 1744 datiert; im Kern dürfte es jedoch wesentlich älter sein. 1816 wurde es durch den aus Rheine stammenden Architekten August Reinking im Inneren umgebaut. Im hinteren Bereich befindet sich ein Steinwerk des 17. Jahrhunderts, das nach schweren Kriegszerstörungen nur zum Teil wiederaufgebaut wurde. Es dürfte sich wohl um das Laboratorium der einstigen Marktapotheke handeln.
Von den Kriegszerstörungen weitgehend verschont blieb lediglich der Bereich um die Mühlen- und die Walkenbrückenstraße. In den 1980er-Jahren wurden hier umfangreiche Sanierungsmaßnahmen durchgeführt und ein Denkmalbereich ausgewiesen. Dabei wurde vorgeschrieben, dass sich die Neubauten den denkmalgeschützten Altbauten anzupassen haben. Die jetzige Neubebauung zeigt aber, dass man sich keineswegs an den Firsthöhen der historischen Bauten orientiert hat. Mühlenstraße 3 büßte seinen Denkmalwert weitgehend ein. Das zweigeschossige verputzte Giebelhaus, das an den Mauerankern 1786 bezeichnet ist, ist im Kern ein Fachwerkbau des 17. Jahrhunderts. Der verbretterte Giebel an der Rückseite kragte ursprünglich auf Kopfbändern vor. Rechts schloss sich eine Toreinfahrt an, die von einer Figurennische mit Mariendarstellung bekrönt wurde. 1983 wurde das Gebäude im Rahmen eines Umbaues zum Mehrfamilienhaus durchgreifend erneuert und entkernt. Es erhielt eine Fassadenverkleidung mit Thermohaut und Putz, welches zur Vernichtung der letzten Baudetails führte. Mit der Denkmalpflege getroffene Absprachen bezüglich des Putzes und der Fenster wurden nicht eingehalten und darüber hinaus die seitliche Toreinfahrt abgebrochen. Letztere wurde inzwischen durch eine neue ersetzt, in die die Marienfigur integriert wurde. Rokokodekor weist das um 1750 entstandene, verputzte Backsteingiebelhaus Mühlenstraße 15 (Gasthaus „In de witte Schwan“) auf. Das ebenfalls als Gastwirtschaft genutzte Haus Mühlenstraße 23 (Mühlenschänke) präsentiert sich als schlichter Backsteinbau mit Krüppelwalmdach. Es ist 1803 bezeichnet. Das nebenan gelegene Dielenhaus Mühlenstraße 25, ein Fachwerkbau des 16. Jh., wurde um 1717 erweitert und mit einer Backsteinfassade versehen. Im Inneren hat sich eine Stuckdecke von 1735 erhalten. In der benachbarten Großen Viehstraße 24 befand sich bis 1984 ein zweigeschossiges, um 1600 entstandenes Dielenhaus, das im 19. Jahrhundert zu einem Flurhaus umgebaut wurde. Es wurde durch einen Brand weitgehend zerstört und daraufhin abgetragen. Die erhalten gebliebene Fassade konnte in einen Neubau integriert werden. In der Walkenbrückenstraße 4 befindet sich vermutlich der älteste erhaltene Wohnbau der Stadt. An der Nordwand des heute als Kaplanei genutzten Traufenhauses findet sich der Südgiebel eines spätmittelalterlichen Hauses, an dem sich die Reste eines Kamins abzeichnen. Es dürfte sich um eines von mehreren Vikariengebäuden handeln, die früher den Straßenzug säumten. Am Schützenring 47 liegt ferner ein zweigeschossiger Massivbau mit Mansarddach, der vermutlich im 18. Jahrhundert entstanden ist.
Auch an der Süringstraße blieb ältere Bausubstanz erhalten. Hinter Süringstraße 9, einem 1789 bezeichneten Giebelhaus, konnten die Reste eines älteren Steinwerks mit Gewölbekeller nachgewiesen werden. Das Gebäude wurde zusammen mit dem Nachbarhaus (Nr. 7) in einen Neubaukomplex einbezogen. Süringstraße 41 wurde 1852 als Traufenhaus auf dem Gelände eines ehemaligen Adelshofes vor einen älteren Baukörper (noch 16. Jh.?) gesetzt. Der klassizistische Backsteinbau zeichnet sich durch Eckpilaster und einen schmiedeeisernen Balkon aus.

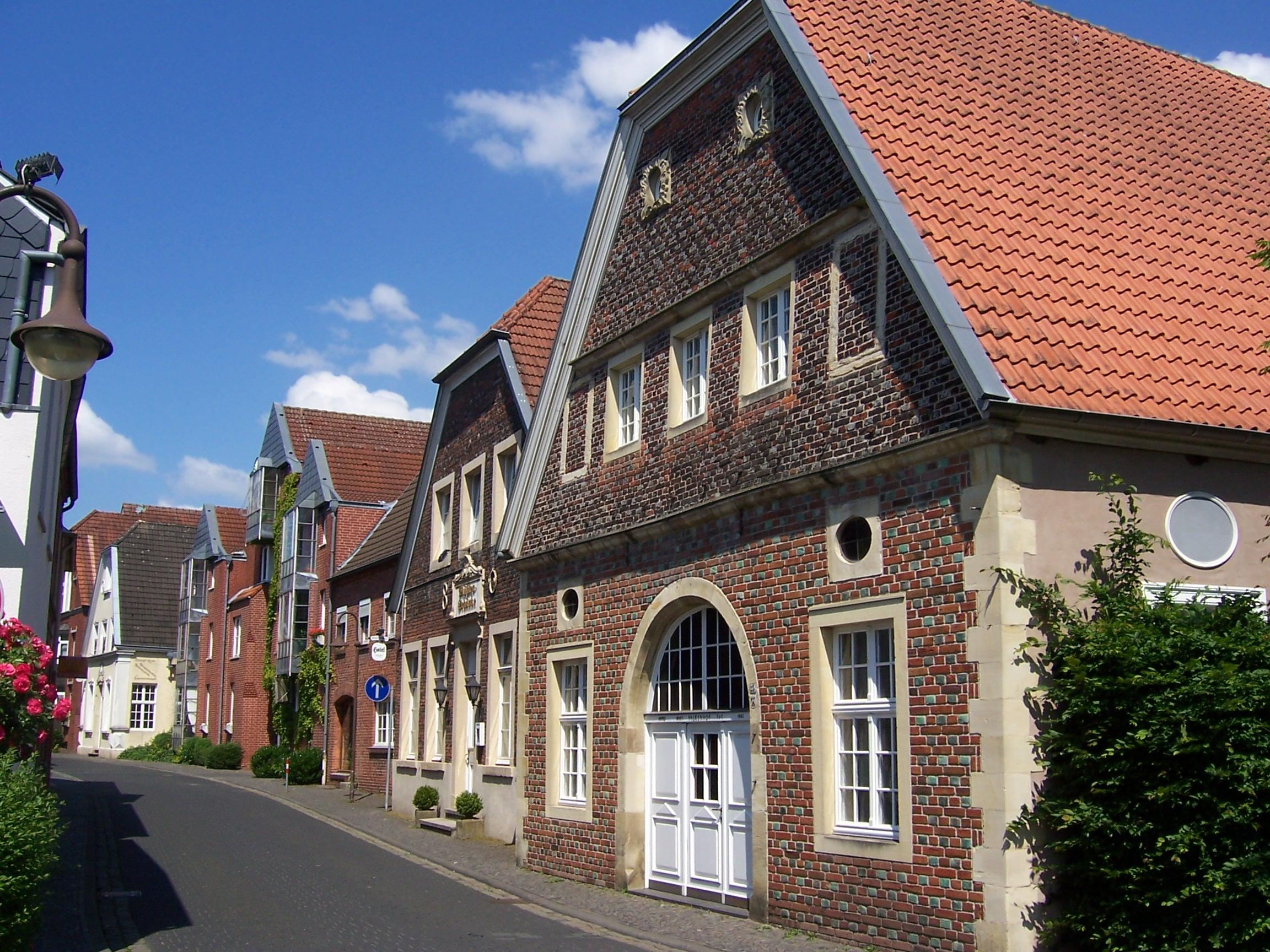
Mühlenstraße 25 und 23 in Coesfeld, im Hintergrund Nr. 15 „In de witte Schwan“
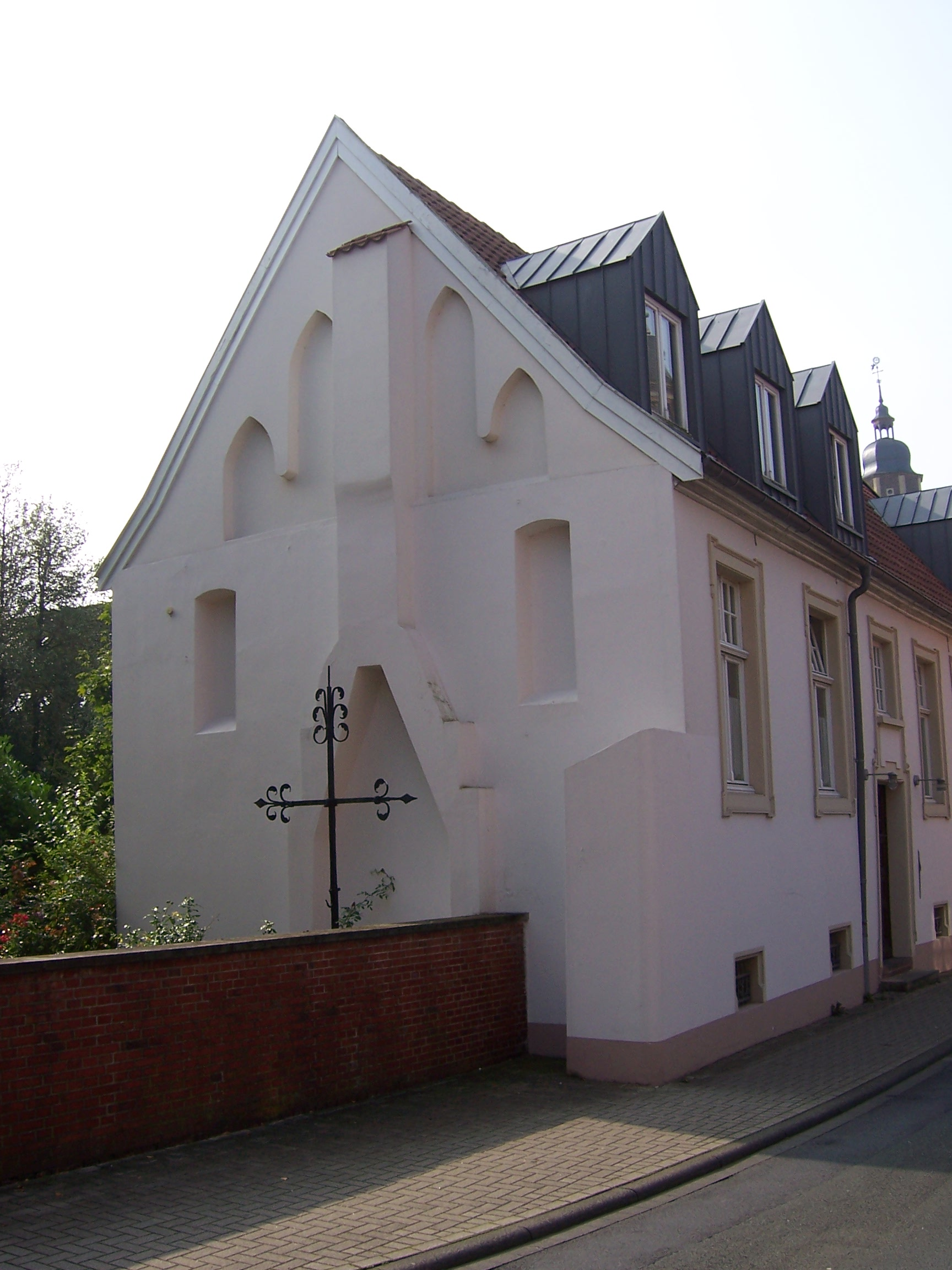
Haus Walkenbrückenstraße 4 mit gotischem Giebel
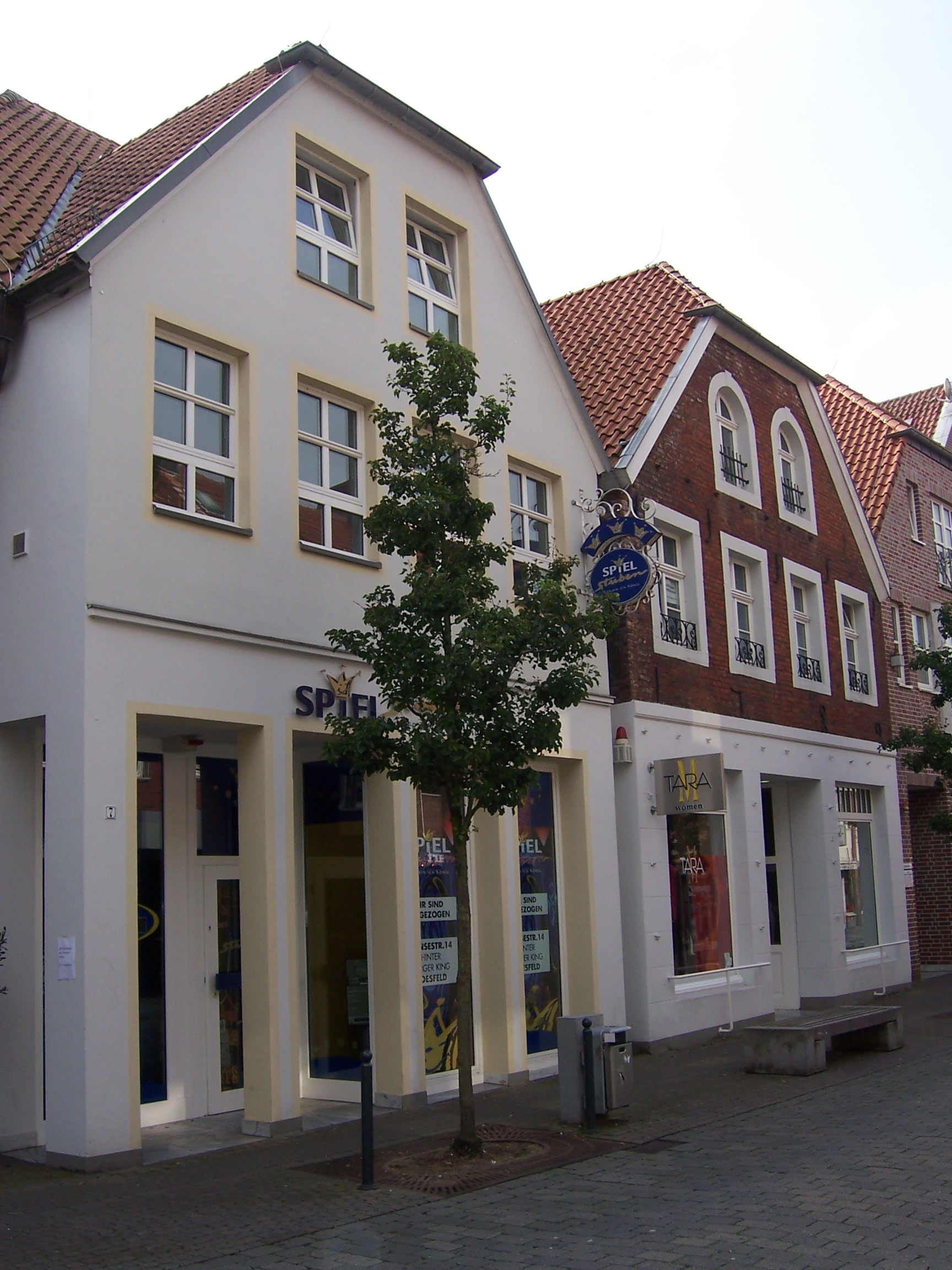
Süringstraße 7 u. 9, Nr. 9 von 1789
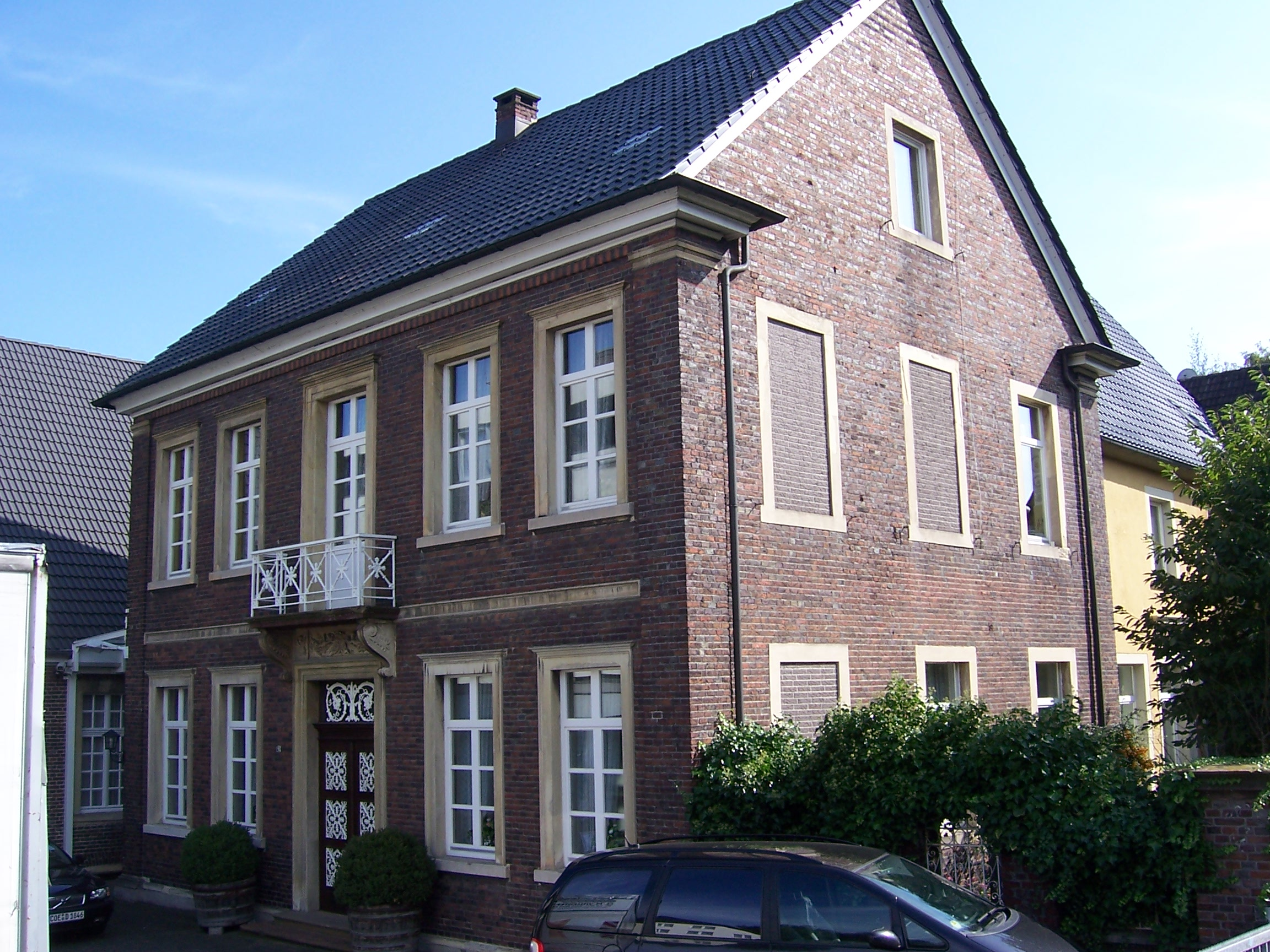
Süringstraße 41

#### Sonstige Bauten
- Als Teil der nicht mehr vorhandenen Stadtmauer mit Ring- und Wallanlagen beherbergt das mittelalterliche Walkenbrückentor heute das Stadtmuseum. Es wurde nach dem Zweiten Weltkrieg wieder aufgebaut, nachdem es von Bombentreffern stark beschädigt worden war.
- Neben dem Walkenbrückentor ist der Pulverturm an der Berkel-Umflut das einzig verbliebene Relikt der ehemaligen Stadtmauer. Er stammt aus dem 14. Jahrhundert und ist heute Domizil des Heimatvereins.
- Das 1424 errichtete steinerne Marktkreuz wurde im Zweiten Weltkrieg zerstört und anschließend durch eine Nachbildung ersetzt.
- Das Gruthaus am Markt diente bis zu seiner Zerstörung aus logistischen Gründen kurz nach der alliierten Besetzung 1945 als Rathaus. Dort steht seit 1984 ein Neubau, bei dem nur der Arkadengang an den Vorgänger erinnert. Das neue Rathaus entstand in den Jahren 1955/56 an der Ostseite des Marktplatzes. Der schlichte Backsteinbau steht noch ganz in der Tradition der Heimatschutzarchitektur. Die ehemalige Rathausglocke aus dem 18. Jahrhundert hängt heute am Pulverturm.
- Der 1598 bezeichnete und mit mächtigen Strebepfeilern versehene Backsteinbau der Bischofsmühle stammt im Kern aus dem 12. Jahrhundert. Das Walmdach der Wassermühle am Honigbach kragt zu allen Seiten über Hängeknaggen vor. Im Sommer 2004 wurde das Gebäude aus Anlass des Mühlentages renoviert und als Museum eingerichtet.

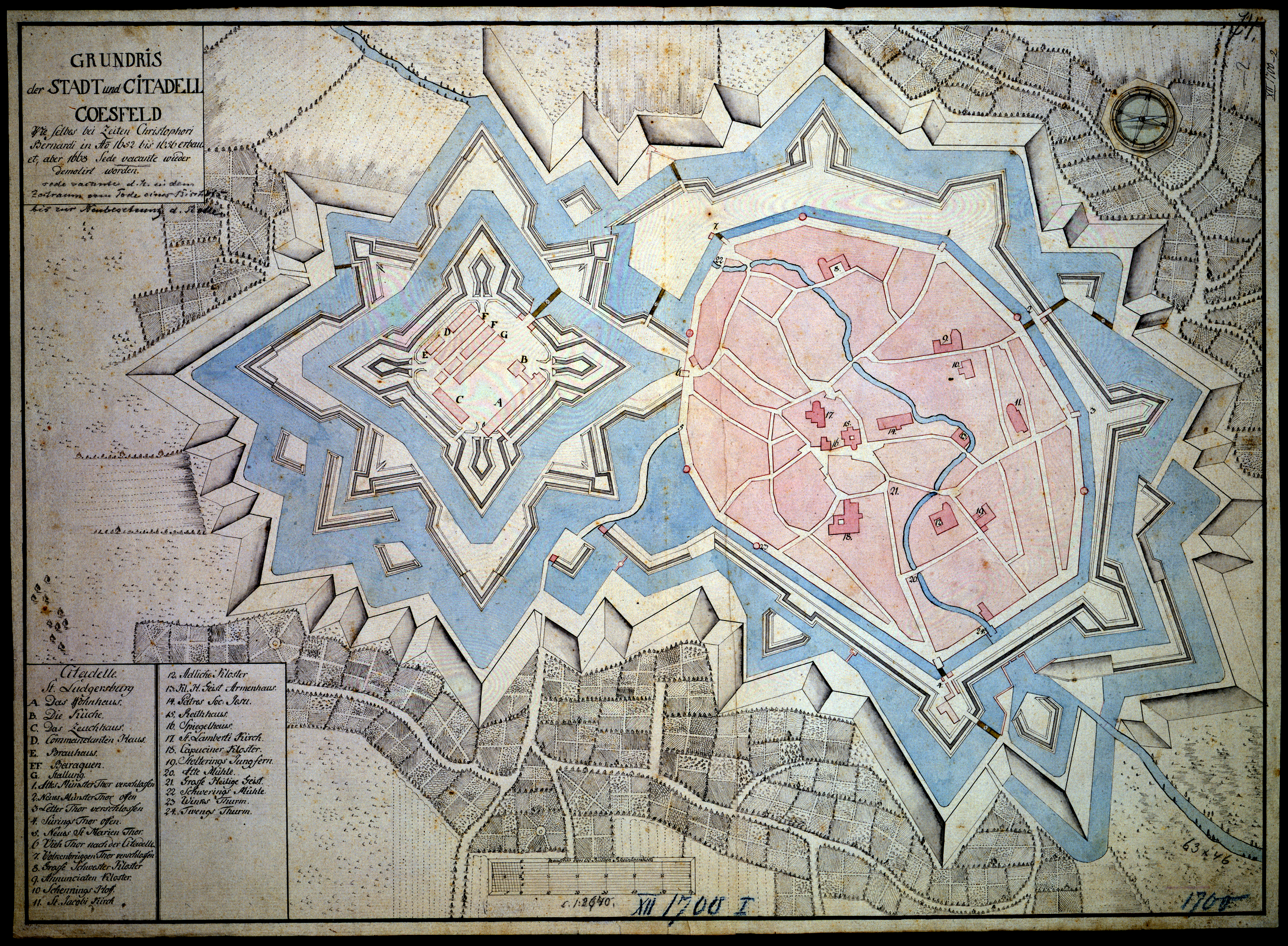
Coesfeld im 17. Jh. mit Ludgerusburg

- Ludgerusburg: Unter Fürstbischof Christoph Bernhard von Galen wurde 1654 mit dem Bau einer großen Zitadelle begonnen. Im Innern der nach außen wehrhaften Anlage sollte ein prunkvolles Schloss alle übrigen Bauten im Hochstift Münster an Glanz übertreffen.[48] Vollendet wurde die Anlage allerdings nie. Nach dem Tod van Galens wurden die Arbeiten zunächst eingestellt. 1688 wurde die Festung geschleift,[8] so dass heute nur noch wenige Relikte erhalten sind. Neben der Ruine des Torhauses, dessen Grundsteinlegung am 17. Juli 1656 stattfand und das von Peter Pictorius dem Älteren geplant wurde,[49] sind heute noch ein Tonnengewölbe und Reste eines Ravelins erhalten. Die Torhausruine mit Nischen und Schießscharten bildet heute den Eingang zum Stadtpark von der Osterwicker Straße.

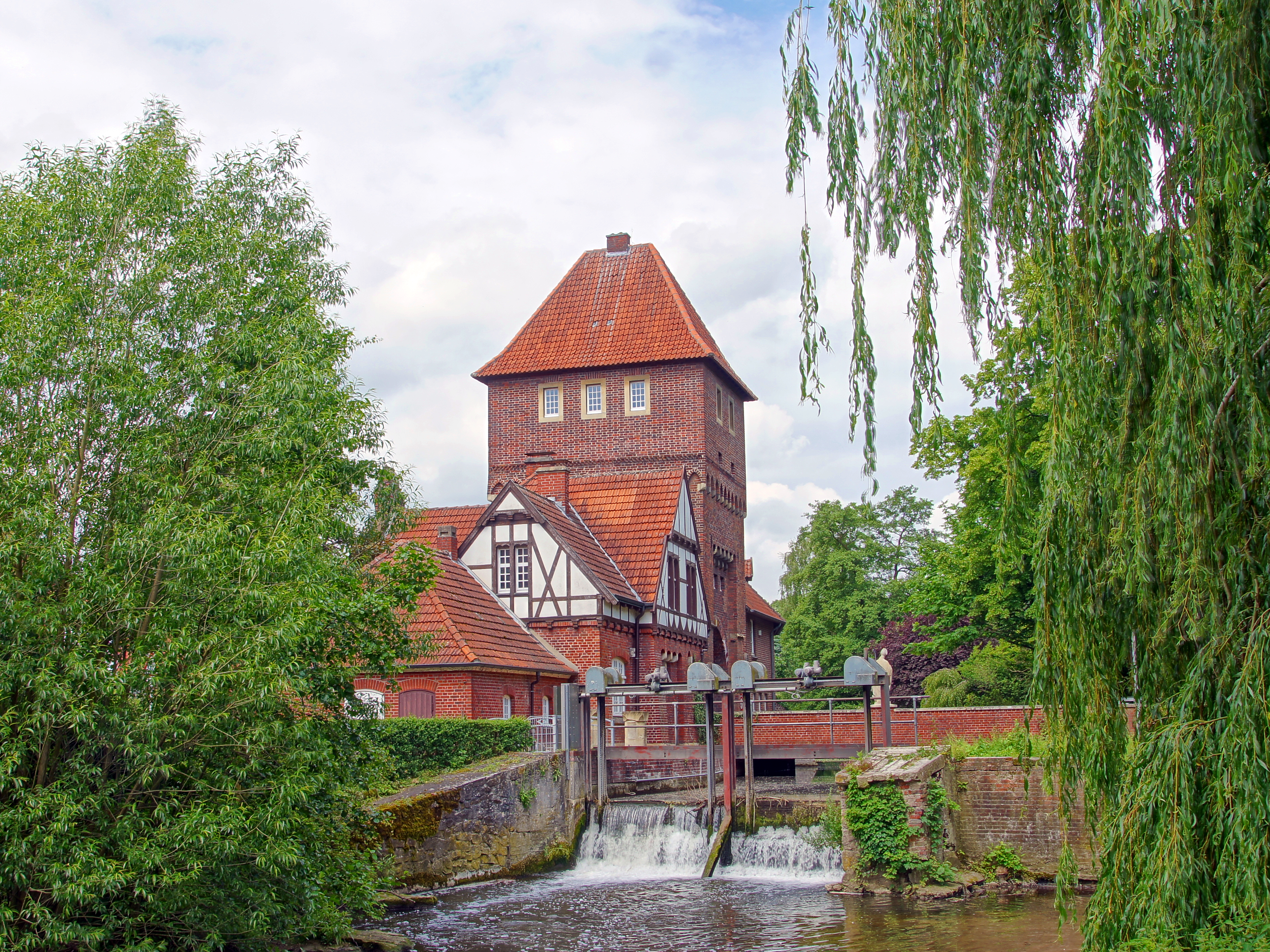
Walkenbrückentor, Teil der früheren Stadtbefestigung
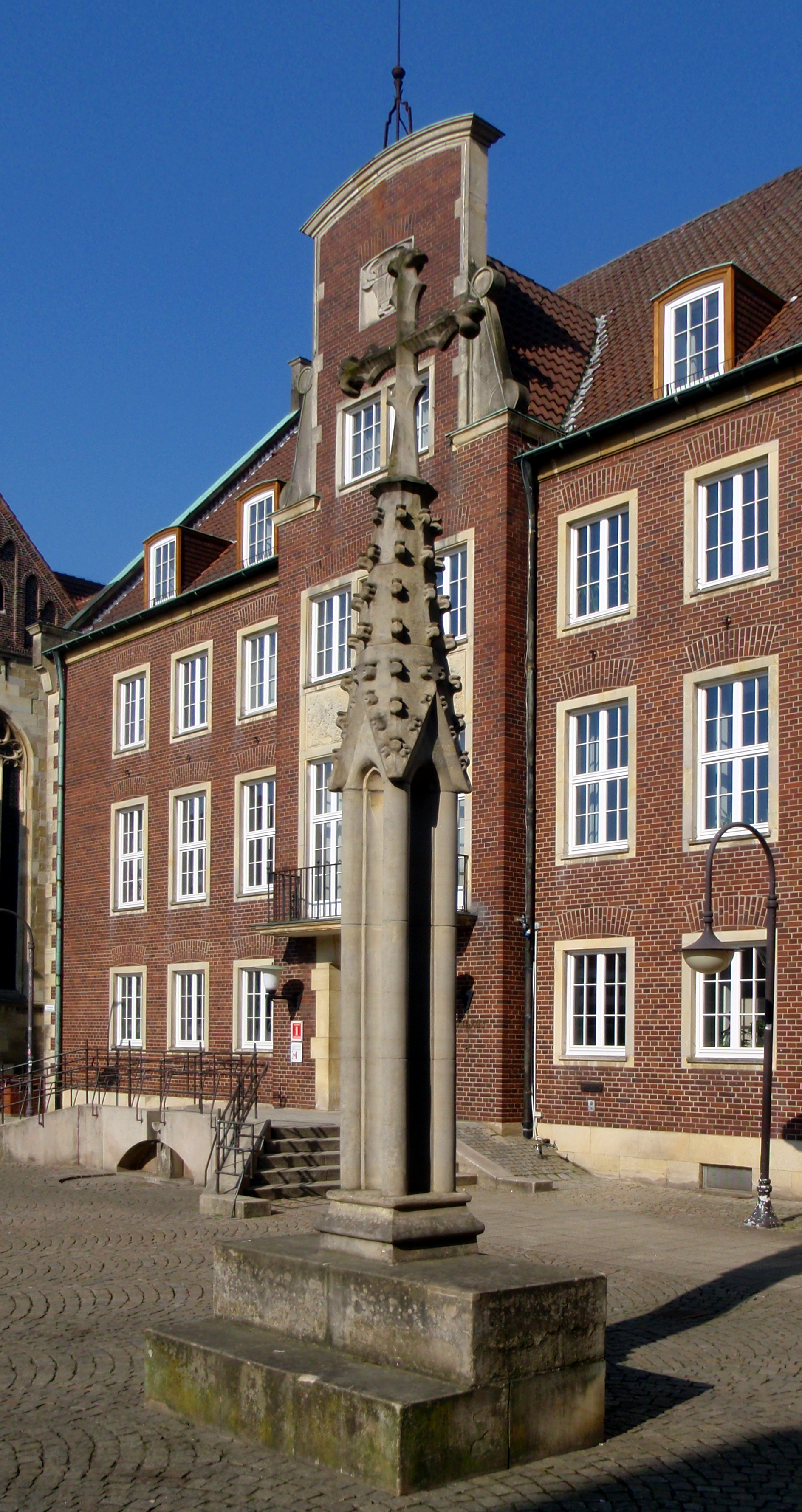
Marktkreuz vor dem Rathaus
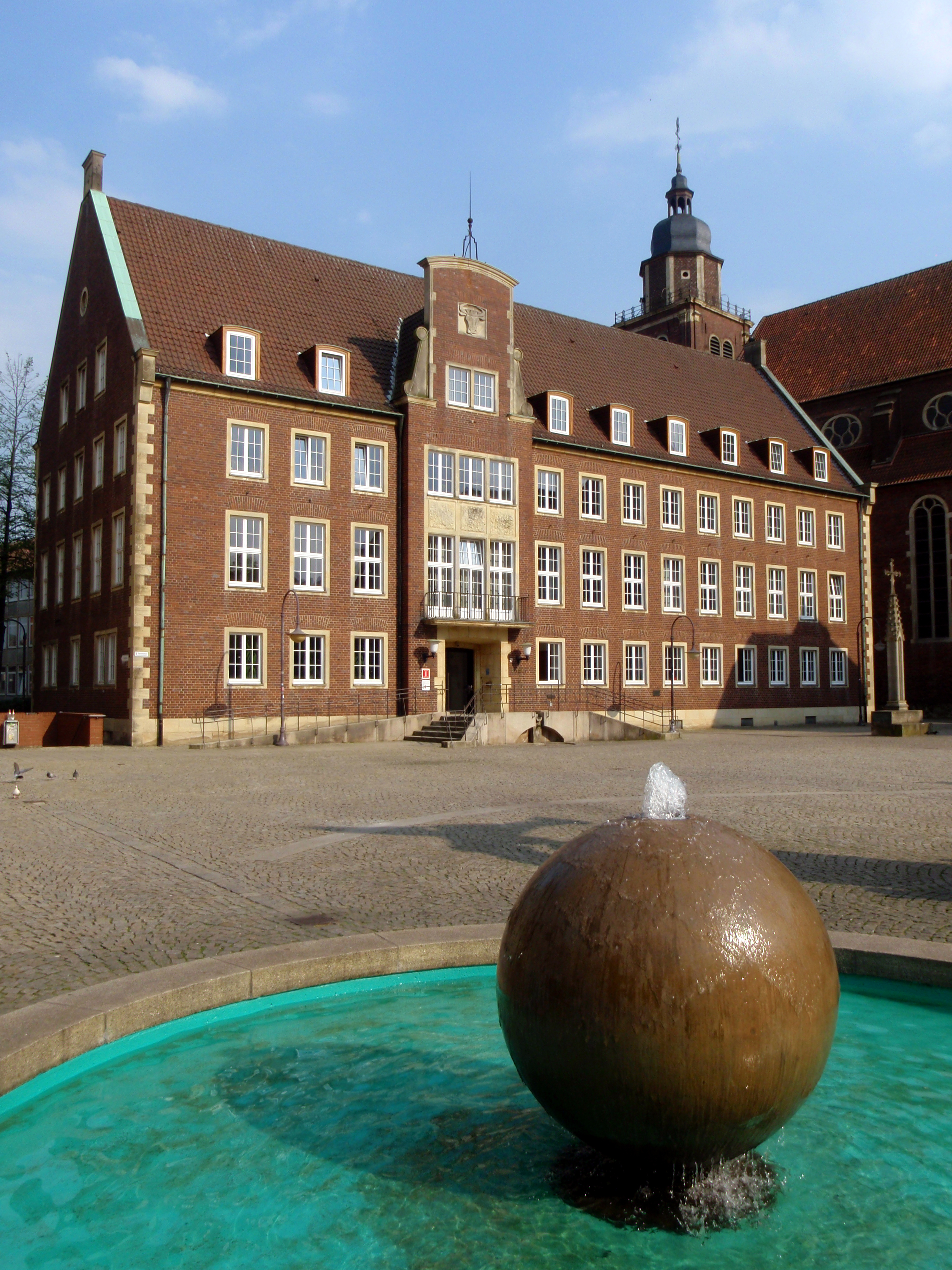
Rathaus am Marktplatz
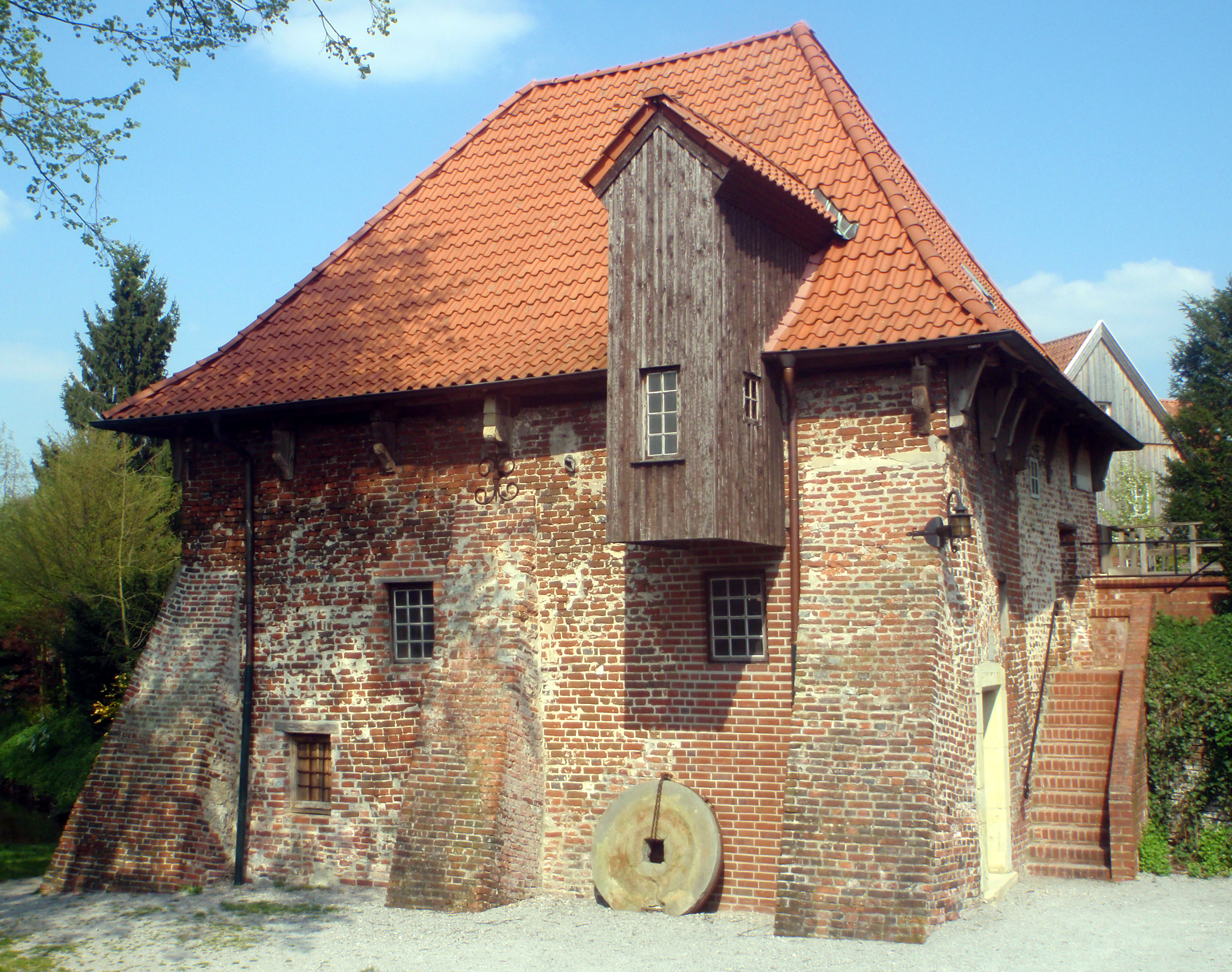
Bischofsmühle, eine Wassermühle am Honigbach
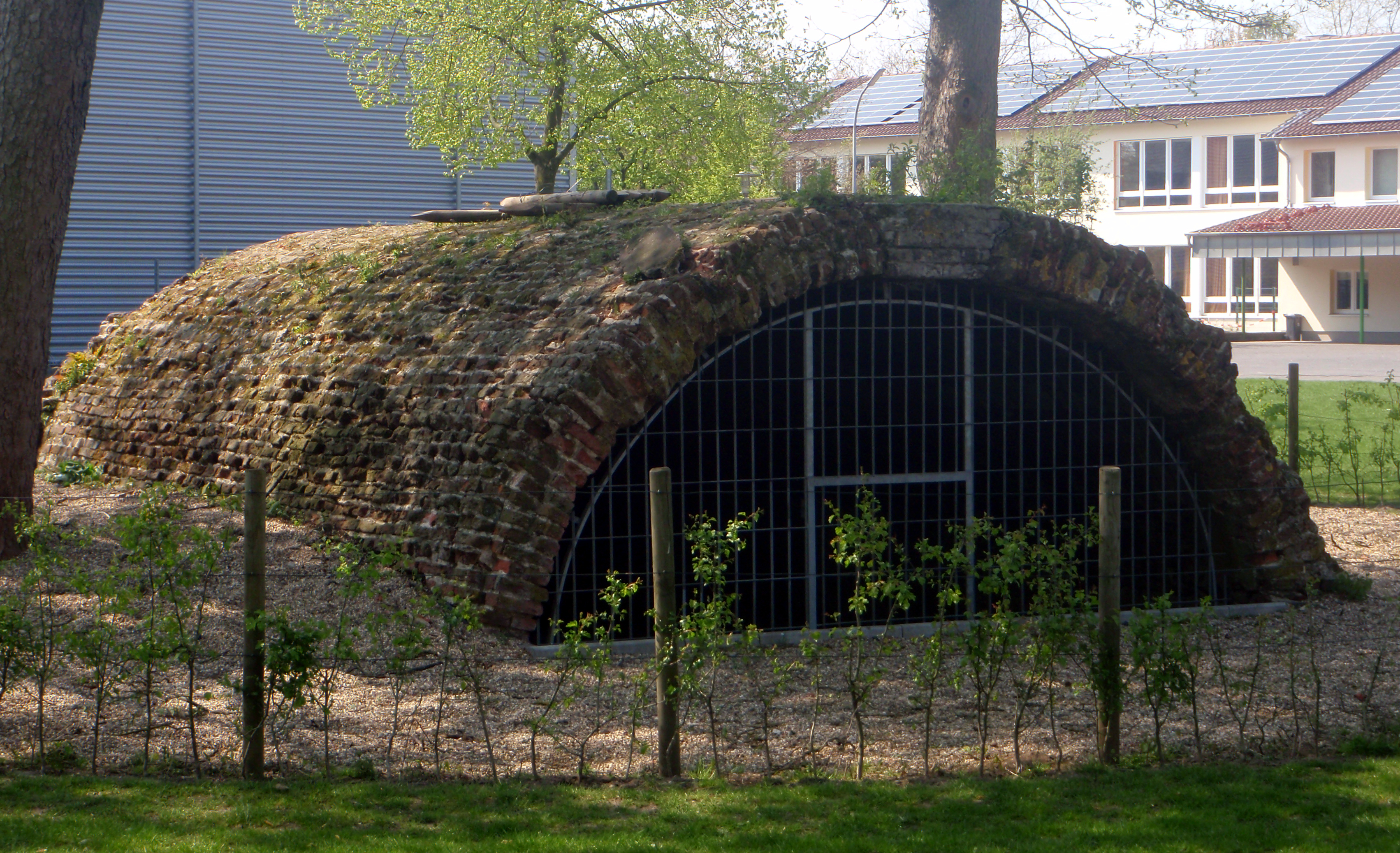
Relikt der Ludgerusburg: Tonnengewölbe

### Bauwerke außerhalb des Stadtkerns
- Schloss Varlar

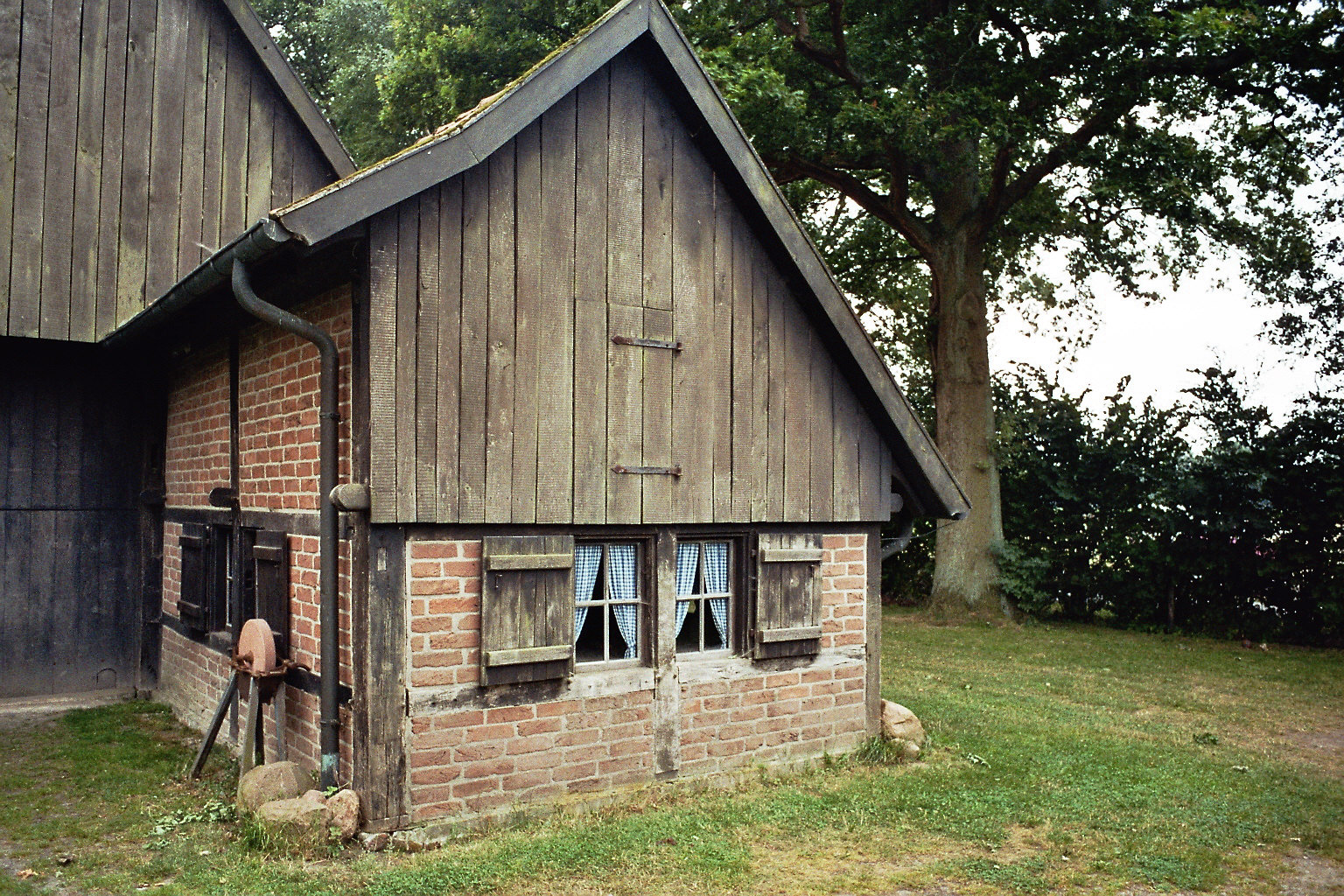
Anna-Katharina-Emmerick-Haus

- Dreilindenhöhe, Aussichtspunkt auf dem naheliegenden Coesfelder Berg mit Blick über das ebene Münsterland
- Haus Loburg, am 10. März 1945 durch Bomben zerstört, wieder aufgebaut
- Anna-Katharina-Emmerick-Haus, Geburtsstätte der Mystikerin Anna Katharina Emmerick (1774–1824). Es liegt in der Bauerschaft Flamschen.

### Theater

Logo der Freilichtbühne Coesfeld

In der Bauerschaft Flamschen wurde 1951 die Freilichtbühne Coesfeld gegründet. Diese Naturbühne wird vom gleichnamigen Verein Freilichtbühne Coesfeld e. V. betrieben. Neben Amateurtheater und Operetten werden hauptsächlich Musicals aufgeführt. Die Freilichtbühne ist Mitglied im Verband Deutscher Freilichtbühnen.
Der Textilunternehmer Kurt Ernsting baute das Konzert Theater Coesfeld in der Nähe des neuen Coesfelder Hallen- und Freibades. Es hat 623 Plätze und wurde im April 2007 eröffnet. Die mit seiner Frau gegründete Stiftung finanzierte mit 16 Millionen Euro und betreibt das Theater, welches besondere technische Licht- und Ton-Effekte bietet. In den Seitenwänden des Saals vorhandene Klappen sowie Drehflügel unter dem Dach lassen sich zeitgenau für die jeweilige Aufführungsform passend einstellen, sodass entweder eine absorbierende, dämpfende oder reflektieren Schallwirkung erzeugt wird. Dies ist notwendig um im Konzert Theater viele verschiedene Genres auf die Bühne bringen zu können. So finden hier unter anderem Konzerte, Schauspiele, Entertainment, Varieté und Tanzaufführungen statt. Die Ziele des Konzert Theaters sind einerseits die Förderung junger Künstler wie auch andererseits den Menschen in Westfalen abwechslungsreiche Kulturveranstaltungen bieten zu können.

### Nachbarschaften
Eine Besonderheit für Coesfeld und andere münsterländische Städte sind die so genannten Nachbarschaften, vereinsähnlich organisierte Zusammenschlüsse der Bewohner einzelner Straßenzüge oder Straßenabschnitte. Sie existieren seit dem Mittelalter und verfolgen den Zweck, verschiedene soziale Aufgaben unmittelbar vor Ort selbst zu regeln.
In früheren Zeiten umfassten diese Aufgaben unter anderem die Kranken-, Not- und Sterbevorsorge, aber auch wehrhafte Funktionen und Ordnungsaufgaben. Dabei existierten diese rein privat organisierten Nachbarschaften stets parallel zu den offiziellen verwaltungstechnischen Einteilungen des Stadtgebietes (die faktisch bis 1803 existierenden sogenannten „Kluchten“, über die städtischerseits bürgerschaftliche Zuständigkeiten organisiert wurden). In der Gegenwart widmen sich die Nachbarschaften der Pflege der sozialen Kontakte sowie der Brauchtumspflege. Typische Aktivitäten sind das Bekränzen der Eingangstüren bei Hochzeiten, das Stellen von Sargträgern bei Beerdigungen, Schützen- und Kinderschützenfeste, Kronenfeste, Laurentius-Laternenfeste sowie gemeinsame Busfahrten und Ausflüge.
Zu den ältesten Nachbarschaften gehört die Schafsnachbarschaft rund um die Jakobikirche, die im Jahr 2000 ihr 425-jähriges Bestehen feierte. Die Altersdatierung geht auf Eintragungen im ältesten existierenden Nachbarschaftsbuch der Schafsnachbarschaft zurück, die ein älteres, im Jahr 1748 durch einen Brand vernichtetes Buch erwähnen (siehe Schafsnachbarschaft Coesfeld, Festschrift zum 425-jährigen Bestehen, Coesfeld o. J., S. 21). Die wichtigste Traditionsveranstaltung der Schafsnachbarschaft ist das alle zwei Jahre stattfindende „Nachbarzehren“, das an das Eintreiben eines Pachtzinses erinnert, der in historischer Zeit von einem Hof in der Nähe Coesfelds in Form zweier lebendiger Schafe geschuldet wurde. Allerdings werden seit 2008 bei dieser Festlichkeit anstelle lebendiger Tiere zwei Schafsfiguren übergeben. Derzeitiger Provisor (= Vorsitzender) der Schaftsnachbarschaft ist Wolfgang Kraska.
Die St.-Antonius-Nachbarschaft rund um das Antonius-Kapellchen Nähe Marktplatz hat zu ihrem 325- sowie zum 350-jährigen Bestehen Festschriften veröffentlicht.

### Daseinsfürsorge
Das Coesfelder St.-Vincenz-Hospital ist Teil der Christophorus-Kliniken, einem 2006 mit den Krankenhäusern aus Dülmen und Nottuln gegründeten Verbund. Das St.-Vincenz-Hospital hat ca. 600 Bettenplätze und ist auf die Bereiche Chirurgie, Pädiatrie (inkl. Neonatalzentrum), Gynäkologie und Geburtshilfe sowie Kardiologie ausgerichtet.
Das Technische Hilfswerk unterhält in Coesfeld eine Ortsgruppe. Hier wird ein Technischer Zug, bestehend aus erster und zweiter Bergung, sowie die Fachgruppe Infrastruktur vorgehalten.
An der DRK-Rettungswache sind rund um die Uhr ein Rettungswagen und ein Notarzteinsatzfahrzeug besetzt sowie im Tagdienst ein Krankentransportwagen und ein weiterer Rettungswagen. Der DRK-Ortsverein Coesfeld stellt überdies eine ehrenamtliche Teileinheit für den Bevölkerungsschutz. Zum einen steht in Coesfeld Personal (und in geringem Umfang Material) für die Betreuungsgruppe der DRK Einsatzeinheit Coesfeld 01, zum anderen Führungspersonal für die Einsatzeinheit. Des Weiteren unterstützt der Ortsverein im Bedarfsfall den Rettungsdienst oder die Sanitätsgruppe der Einsatzeinheit mit einem Rettungswagen.

### Museen und Archive
- Stadtmuseum im Walkenbrückentor

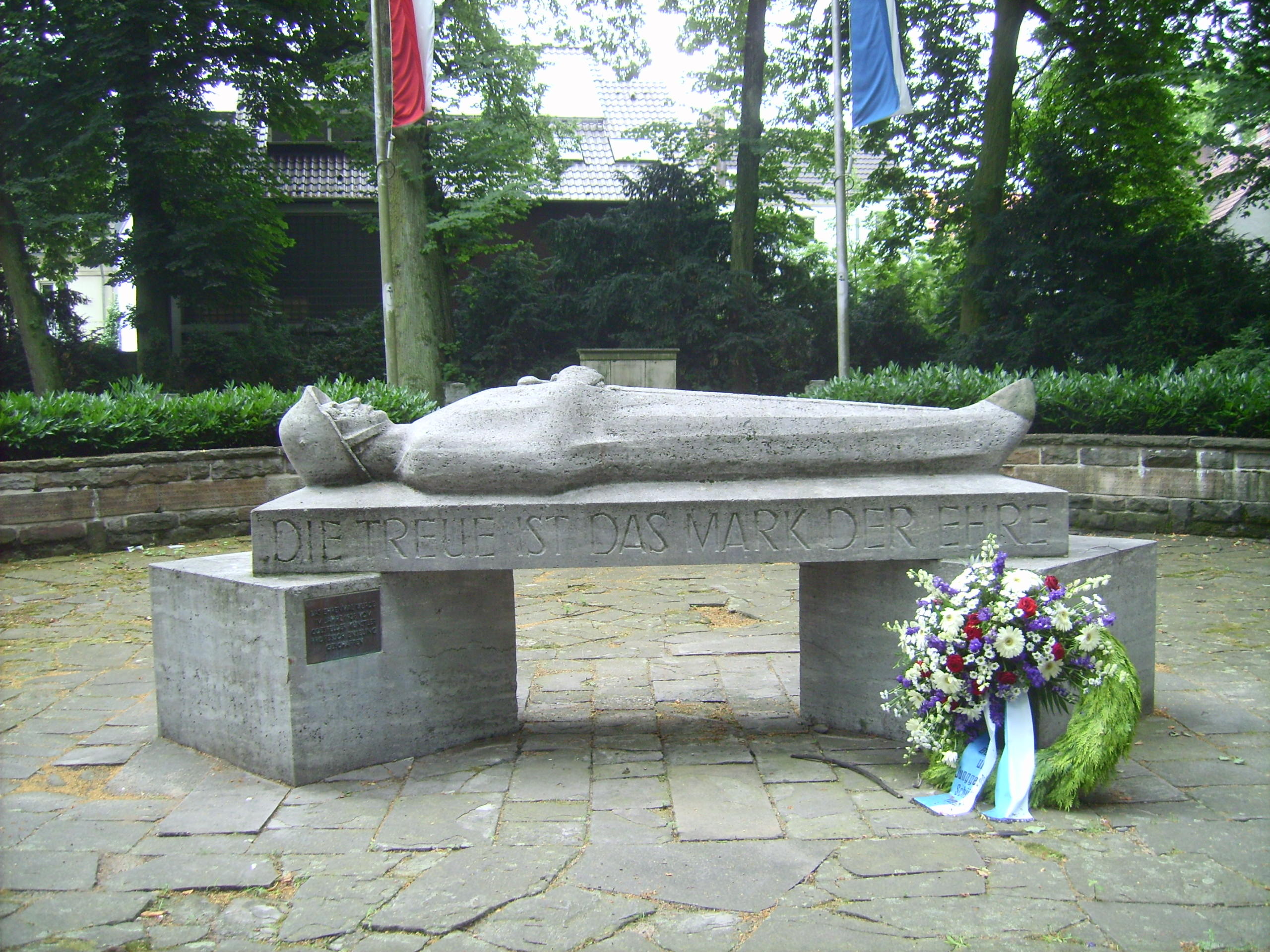
Ehrenmal in Coesfeld aus dem Jahr 1928 von Josef Enseling

- Wäschereimuseum (historischer Waschkeller) im Pulverturm
- Heimatmuseum im Ortsteil Lette
- Stadtarchiv der Stadt Coesfeld
- Pfarrarchiv von St. Lamberti mit Ablassbriefen seit dem 14. Jahrhundert.
- Archiv des Städtischen Gymnasiums Nepomucenum
- Archiv der Fürstlichen Salm-Horstmarschen Rentkammer zu Coesfeld, (nicht öffentlich zugänglich)
- Der Bahnhof Lette im gleichnamigen Ortsteil gibt als ein kleines Eisenbahnmuseum die historischen Wandlungen eines Bahnhofes vom Anbeginn der Eisenbahngeschichte bis heute wieder.
- Puppenmuseum in der Stadtbücherei, Walkenbrückenstraße
- Kunstverein Münsterland e. V., seit seiner Gründung 1998 präsentiert der Kunstverein Münsterland in 4 bis 5 Ausstellungen pro Jahr zeitgenössische Kunst. Das Spektrum reicht von Malerei und Fotografie über Plastik, Videoarbeiten bis hin zum Raum- und Lichtinstallationen. Die Ausstellungen junger und renommierter Künstler finden regional und überregional viel Beachtung. Der Kunstverein Münsterland ist Teil der Ernsting Stiftung.

### Reliquien und Kulturdenkmäler
Das Coesfelder Kreuz ist ein Gabelkreuz aus dem 14. Jahrhundert, das in St. Lamberti aufbewahrt wird. Es enthält eine Holzsplitter-Reliquie aus dem Kreuze Jesu und ist bis heute das Ziel von Wallfahrten.
- Die vier Glocken im Turm der Lambertikirche

- Lambertus, Ton: C’, 2000 kg
- Maria, Ton: Es’, 1700 kg
- Hl. Kreuz, Ton: F’, 810 kg
- Katharina, Ton: G’, 670 kg

bilden das älteste vollständige Geläut in Westfalen. Es wurde zwischen 1428 und 1435 gegossen.
Die Glocken überstanden den Einsturz der ersten beiden Türme am 16. November 1681, abends zwischen 19 und 20 Uhr. Die fünfte, 5000 kg schwere und neue Christkönigsglocke von 1928 wurde am Pfingstdienstag 1942 aus dem Turm geholt, um für Rüstungszwecke eingeschmolzen zu werden. Pfarrdechant Joseph Lodde hielt darauf eine kritische Predigt. Er starb am 27. oder 28. Februar 1943 im Konzentrationslager Dachau bei München.
- Auf dem Gerlever Weg befindet sich eine kleine Kapelle, die vom Kolpingwerk Diözesanverband Münster eingerichtet wurde.
- Eine weitere Besonderheit Coesfelds ist das Anna-Katharina-Emmerick-Haus, wo die Seliggesprochene geboren wurde. Das Haus ist heute ein Museum.
- Im Südwesten des Stadtgebietes befinden sich im Letter Bruch die Überreste der Jansburg, einer Ringwallburg der Chamaver aus dem ersten Jahrhundert nach Christus (51° 52′ 22,8″ N, 7° 6′ 43,2″ O).[51]

### Parks und Naturdenkmäler
- Der Große Kreuzweg wurde 1659 von Christoph Bernhard von Galen angelegt. Der so genannte Kanonenbischof ließ insgesamt 18 Kreuzwegstationen nördlich der Stadt bauen, die ebenso wie die beiden Kapellen aus Baumberger Sandstein errichtet wurden.[52]
- Wallanlage, Umflut und Ruinen-Überreste mittelalterlicher Schanzanlagen der Ludgerusburg vor der Stadtmauer, heute Spazierweg[53]
- Die Sieben Quellen speisen den Hohnerbach, der in die Berkel mündet.
- Die Sitter sind Trockentäler der Baumberge, Überbleibsel der letzten Eiszeit.
- Die Dreilindenhöhe bietet einen Blick über die Stadt.
- Heidesee in der Coesfelder Heide
- Monenberg im Ortsteil Goxel
- der farbige Sand in Stevede[54]

### Friedhöfe
- St.-Lamberti-Friedhof und Evangelischer Friedhof zwischen Billerbecker-, Abt-Molitor-Straße und Bergallee
- St.-Jacobi-Friedhof zwischen Friedhofsallee, Oldendorper Weg und Reiningstraße
- (Neuer) jüdischer Friedhof an der Osterwicker Straße 77, Nähe Blomenesch, Belegungszeit: 1896–1995
- Friedhof an der Marienburg Nähe Loburger Straße
- Friedhof Lette, Bruchstraße
- Heidefriedhof, Lette
- ehemaliger St.-Lamberti-Friedhof zwischen Friedrich-Ebert-Straße und Zur Schanze
- ehemaliger (alter) jüdischer Friedhof zwischen Gerichtswall und Gerichtsring, Belegungszeit: 1678–1896
- Privatfriedhof der Mönche des Klosters Varlar und der Familie Salm-Horstmar bei Schloss Varlar
- Bis zur napoleonischen Friedhofsreform 1804 waren Beerdigungen in der Innenstadt, in der Nähe der Kirchen St. Lamberti und St. Jacobi üblich.
- Waldbestattungen im Ruheforst Coesfeld, Sirksfeld 15[55]

## Öffentliche Einrichtungen

### Berufskollegs

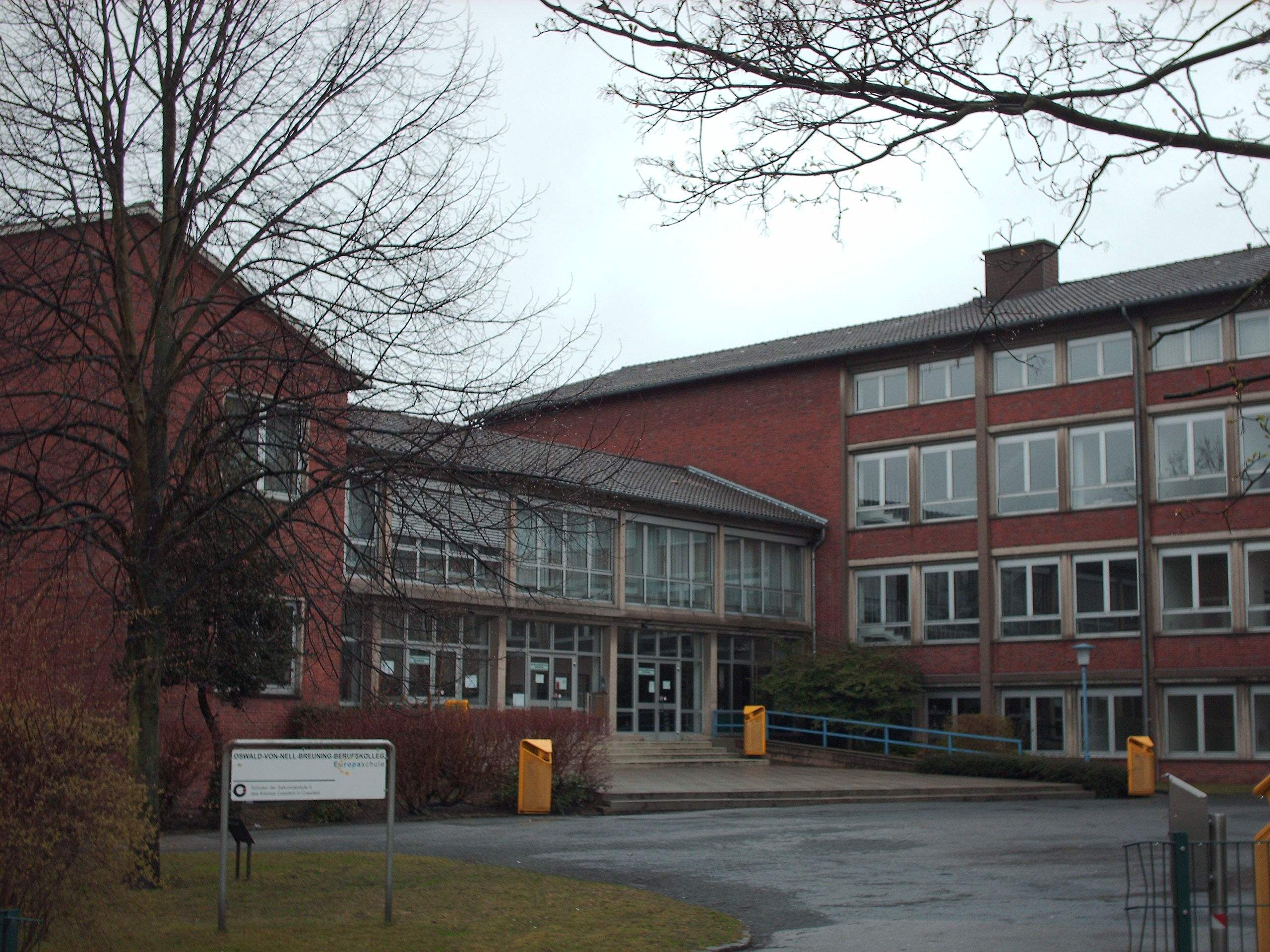
Oswald-von-Nell-Breuning-Berufskolleg

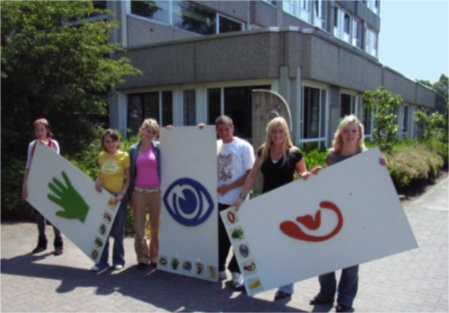
Pictorius Berufskolleg für Technik und Gestaltung

- Liebfrauenschule Coesfeld, Fachrichtung Sozial und Gesundheitswesen
- Oswald-von-Nell-Breuning-Berufskolleg, Schulen der Sekundarstufe II des Kreises Coesfeld in Coesfeld, Fachrichtung Wirtschaft und Verwaltung
- Pictorius-Berufskolleg für Technik und Gestaltung mit Fachschulen der Bildungsgänge Maschinenbau, Bautechnik, Elektrotechnik, Gestaltung und Informationstechnik. Die Höhere Berufsfachschule für Gestaltungstechnische Assistentinnen und Assistenten vermittelt eine Doppelqualifikation: Berufsausbildung + Schulabschluss FHR oder Abitur. Das Berufskolleg ist nach der Baumeisterfamilie Pictorius benannt, die in Coesfeld und im Münsterland viele bekannte Architekturwerke geschaffen hat.

### Gymnasien
- Gymnasium Nepomucenum, ursprünglich im 17. Jahrhundert als Jesuitenkolleg gegründet, heute städtisches Gymnasium, 1977 von der Kupferstraße (heutige Kupferpassage) in ein neues Gebäude (Schulzentrum) umgezogen
- Heriburg-Gymnasium, städtisches Gymnasium, dessen ehemaliges Eingangsportal des abgerissenen neobarocken Altbaus in die neugebaute Stadtbibliothek integriert wurde.
- St.-Pius-Gymnasium Coesfeld, katholisches Privatgymnasium, gegründet 1953, als Gymnasium seit 1964, letzte Umbauten 1980, neue Aula mit Foyer ab 1996

### Realschulen
- Freiherr-vom-Stein-Realschule Coesfeld, städtische Realschule
- Theodor-Heuss-Realschule Coesfeld

### Hauptschulen
- Kreuzschule Coesfeld (um 2016 fusioniert mit der ehemaligen Anne-Frank-Hauptschule)[56]

### Förderschulen
- Pestalozzischule (Förderschwerpunkt Lernen)
- Mira-Lobe-Schule (Klinikschule)

### Sonstige
- Amtsgericht Coesfeld
- Regionalzentrum der Fernuniversität Hagen
- Die Freiherr-vom-Stein-Kaserne in der Bauernsiedlung Flamschen, benannt nach dem preußischen Modernisierer Heinrich Friedrich Karl Freiherr vom Stein, war Sitz der 4., 5. und 7. Kompanie des Instandsetzungsbataillons 7, der Drohnenbatterie 100, des Artillerieaufklärungsbataillons 71 sowie der 5. Kompanie des Sanitätsregiments 22 der Bundeswehr. Im November 2004 kam es zu Vorwürfen gegen Ausbilder der 7./InstBtl 7, denen Misshandlungen von Wehrpflichtigen vorgeworfen wird. Die Ausbilder wurden im März 2008 zu Bewährungsstrafen verurteilt.[57] Als eine der wenigen größeren Kasernen wurde Flamschen-Coesfeld am 15. Dezember 2008 geschlossen. Dort entstand ein neues Gewerbegebiet, der Industriepark Nord.Westfalen.[58]
- Jugendhaus Stellwerk
- 76 öffentliche Spielplätze

## Freizeit
Die Stadt Coesfeld verfügt über zahlreiche kulturelle und sportliche Einrichtungen und weitere Freizeitangebote und hat mehrere eingetragene Sportvereine, Schützenvereine und Nachbarschaftsgruppen, darunter der DJK Eintracht Coesfeld und die SG Coesfeld 06.

## Wirtschaft und Infrastruktur

### Verkehr

#### Bahn- und Busverkehr

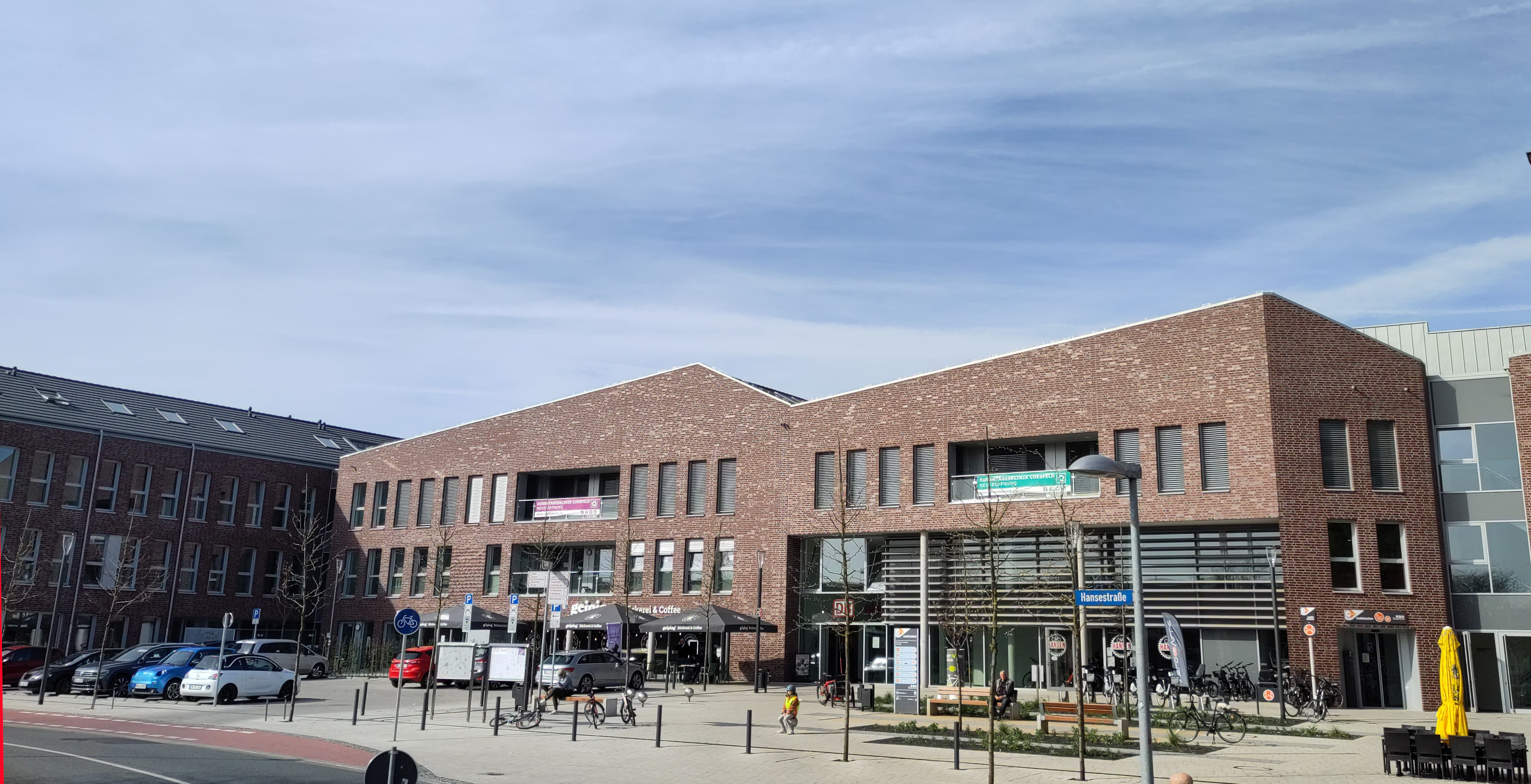
Neuer Bahnhof Coesfeld

Der Bahnhof Coesfeld (Westf) wird von drei Linien des Schienenpersonennahverkehrs bedient: RB 51 „Westmünsterland-Bahn“ von Dortmund über Ahaus nach Enschede, RE 14 „Emscher-Münsterland-Express“ nach Dorsten, Gladbeck, Bottrop und Essen und RB 63 „Baumberge-Bahn“ nach Münster. Letztere hält seit dem 10. Juni 2011 zusätzlich am neu eröffneten Haltepunkt Coesfeld Schulzentrum.
Durchgeführt wird das Fahrplanangebot meist im Stundentakt, am Wochenende teilweise alle zwei Stunden, von der RheinRuhrBahn (RE 14) bzw. der DB Regio NRW (RB 51 und RB 63).
Regionalbusse fahren in die umliegenden Orte. Coesfeld gehört zur Verkehrsgemeinschaft Münsterland (VGM). Seit August 2017 gilt der Westfalentarif.

#### Straßenverkehr
Coesfeld liegt im Schnittpunkt der Bundesstraßen 474 (Ahaus – Dortmund) und 525 (Südlohn – Nottuln). Diese stellen die überregionale Anbindung an die Autobahnen 31 (Bottrop – Emden, ca. 8 km westlich) sowie die 43 (Wuppertal – Münster, etwa 10 km südöstlich) her.
Außerdem liegt Coesfeld an der Landesstraße 581 (Niederrhein – Münster) und ist Ausgangspunkt der Landesstraße 555 (nach Laer).

#### Flugverkehr
Die nächstgelegenen Verkehrsflughäfen sind der Flughafen Münster/Osnabrück (59 km), der Flughafen Dortmund (83 km) und der Flughafen Düsseldorf (95 km). Die Verkehrslandeplätze Stadtlohn-Vreden und der Borkenberge befinden sich in der Nähe.

### Überregionale Unternehmen
- Ernsting’s family, Bekleidungswarenkette
- Parador, holzverarbeitendes Unternehmen (u. a. Böden)
- Fude und Serrahn Milchwerk Coesfeld, vormals Humana Milchunion, ehemals Molkerei Borgmann
- J.W. Ostendorf, Farbenhersteller
- Scholz, Maschinenbau (vor allem Autoklaven)
- Thies, Textilmaschinenhersteller[60]
- Westfleisch Schlachthof Coesfeld, Großschlachterei
- Weiling, Großhändler für Bioprodukte

Bekannte Unternehmenn
Überregionale Bekanntheit hat das Schreib- und Spielwarengeschäft „Gernemann“ im Ortsteil Lette. Das Unternehmen besteht seit 1897 und wird von Ilse Gernemann (* 1942) geführt. Durch mehrere virale Videos in den sozialen Medien und Fernsehauftritte, wurden sie und ihr Geschäft überregional bekannt. Beitrag vom WDR

### Medien
In Coesfeld erscheint die Allgemeine Zeitung im Verlag J. Fleißig. Sie wurde 1834 als Wochenblatt der Kreise Coesfeld, Borken, Ahaus gegründet. Daneben existieren der StadtAnzeiger Coesfeld sowie seit 2012 das Magazin blickpunkt. Die wöchentliche Anzeigenzeitung Streiflichter wurde im Januar 2021 eingestellt.

## Ehrenbürger
- Friedrich zu Salm-Horstmar (1836)
- Werner Neuhaus (1846)
- Philipp Strobandt (1873)
- Bernhard Hüppe (1874)
- August Selß (1876)
- Franz Rump (1877)
- Adolf Meyer (1909)
- Wilhelm Lübbesmeyer (1931)
- Werner Reismann (Lette 1932)
- Heinrich Bösing (1936)
- Kurt und Elisabeth Ernsting (2007)[61]

## Töchter und Söhne sowie weitere Persönlichkeiten
(Vorangestellt jeweils das Jahr der Geburt)

### Bis 1800
- Heinrich de Sur, mittelalterlicher Baumeister und Holzschnitzer
- Heinrich von Coesfeld (* in Coesfeld; † 9. Juli 1410 bei Brügge) Kartäusermönch und Verfasser einflussreicher theologischer Schriften der Devotio moderna
- vor 1520: Johann Düsseldorp, Bildhauer, der u. a. um 1520 die Apostelfiguren in der Lambertikirche fertigte
- 1530: Kort Kamphues (* in Winterswijk; † 9. Dezember 1578 in Bevergern hingerichtet), berüchtigter Coesfelder Stadtrichter
- 1541, verm. Juli: Johannes Löwenklau († Juni 1594 in Wien), Humanist, Rechtswissenschaftler, Gräzist und Historiker
- 1606, 12. Oktober: Christoph Bernhard von Galen (* auf Haus Bisping; † 19. September 1678 in Ahaus), Fürstbischof von Münster, baute Coesfeld zum Bischofssitz aus
- vor 1656:[62] Jan Hartman, wohlhabender katholischer Kaufmann; kaufte 1661 in Amsterdam ein Grachtenhaus, in dem er eine Versteckte Kirche errichtete.[63]
- 1774, um den 8. September: Anna Katharina Emmerick († 9. Februar 1824 in Dülmen), Ordensschwester und Mystikerin, 2004 seliggesprochen
- 1791, 24. Mai: Bernardinus Krauthausen (1791–1870), Apotheker in Coesfeld und Politiker
- 1793, 2. Februar: Clemens-August von Droste zu Hülshoff († 13. August 1832 in Wiesbaden), Rechtsphilosoph, Kirchen- und Kriminalrecht sowie Rektor der Universität Bonn
- 1797, 19. September: Bernhard Sökeland (* in Darfeld; † 28. Februar 1845 in Coesfeld), Historiker und Direktor des staatlichen Gymnasiums Coesfeld, zahlreiche Veröffentlichungen, so die Geschichte der Stadt Coesfeld, Coesfeld, 1839

### 1801 bis 1900
- 1812, 13: Dezember: Bernhard Quante († 7. Oktober 1875 in St. Mauritz bei Münster), römisch-katholischer Geistlicher, Chorleiter und Musikpädagoge
- 1811, 14. Juni: Hermann Wedewer († 16. April 1871 in Frankfurt am Main), Mitglied der Frankfurter Nationalversammlung
- 1817: Anton Schütte († 17. Mai 1867 in Milwaukee, USA)
- 1826: 20. Dezember: Eduard Hüger († 29. September 1895 in Hannover), preußischer Landrat im Kreis Zell
- 1833: 8. Februar: Otto I. zu Salm-Horstmar († 1892), deutscher Standesherr (Salm-Horstmar) und Politiker
- 1834: Rudolf von Bönninghausen († 22. September 1916 in Bönninghausen (Geseke)), Bürgermeister und Landrat
- 1835, 3. Juli: Clemens August Schlüter († 25. Dezember 1906 in Bonn), Geologe und Paläontologe
- 1840, 3. April: Augustin Hüsing († 21. Mai 1905 in Gescher), Pfarrer und Autor
- 1842, 22. Februar: Albert Küppers († 11. Oktober 1929 in Bonn), Bildhauer in Bonn
- 1842, 25. September: Franz Darpe (* in Warendorf; † 24. April 1911 in Coesfeld), Philologe und Direktor des Gymnasiums zu Coesfeld seit 1896, zahlreiche Veröffentlichungen, z. B. Coesfelder Urkundenbuch, 3 Teile, Progr. Coesfeld 1897/1911
- 1863, 21. Juni: Claudia Bernadine Elisabeth Hartert († 24. August 1958 in Hilversum), deutsch-britische Ornithologin und Tierillustratorin
- 1879, 26. Januar: Dechant Joseph Lodde (* in Münster; † 28. Februar 1943 im KZ Dachau bei München), Priester in St. Lamberti, Vorsitzender des Krankenhaus-Kuratoriums
- 1882, 9. Juni: Heinrich Everz (* in Lippstadt; † 7. März 1967 in Coesfeld), ursprünglich Kaufmann. Ab 1919 arbeitet Everz als Künstler und ist bekannt für seine Holzschnitte, die Leben und das 19. Jahrhundert, besonders im Münsterland in teils düsteren, teils idyllischen Ansichten festhalten.
- 1886, 15. November: Ernst Schwering († 2. März 1962 in Köln), Jurist und Politiker (CDU), Oberbürgermeister von Köln
- 1886, 20. November: Natz Thier (* in Coesfeld; † 31. Oktober 1957 in Düsseldorf), Heimatfreund und -dichter, Oberregierungsbaurat in Köln, schrieb in plattdeutscher Sprache
- 1886, 28. November: Joseph Enseling († 16. Juli 1957 in Düsseldorf), Bildhauer und Hochschullehrer
- 1888, 27. Juni: Wilhelm Ellinghaus († 8. September 1961 in Karlsruhe), Politiker (SPD), Jurist, von 1951 bis 1955 Richter des Bundesverfassungsgerichts
- 1889, 3. März: Gottfried Beyer († 17. August 1968 in Warburg), Maler
- 1889: Joseph Roters (* in Coesfeld; † 1942 im Konzentrationslager Buchenwald), Bankier
- 1895, 14. Mai: Otto Bräutigam (* in Wesel; † 30. April 1992 in Coesfeld), Jurist und Diplomat; als hochrangiger Mitarbeiter des Auswärtigen Amtes und des RMfdbO (Reichsministerium für die besetzten Ostgebiete) beteiligt am Holocaust
- 1897, 17. April: Bernhard Klosterkemper († 19. Juli 1962 in Bremen), Generalmajor im Zweiten Weltkrieg

### 1901 bis 2000
- 1903, 6. April: Edmund Pesch (* in Giesenkirchen; † 1992 in Köln) war Lokalredakteur der Allgemeinen Zeitung, später Chefredakteur bei der Kölnischen und Bonner Rundschau
- 1903, 24. Mai: Max David jun. (geb. in Coesfeld, gest. 3. Dezember 1965 in Ottawa), leitete von Oktober 1934 bis Februar 1938 eine „Sportgruppe Schild“ in Dülmen/Coesfeld, dann im KZ Sachsenhausen für ein halbes Jahr, August 1939 Emigration nach England, 1945 nach Kanada
- 1903, 3. August: Rudolf Wolters († 7. Januar 1983), Architekt und Stadtplaner, enger Mitarbeiter von Albert Speer
- 1904, 24. Januar: Hans Lauscher († 24. Januar 1981 in Greven), Jurist und Politiker (CDU), nordrhein-westfälischer Wirtschaftsminister (1958–62) im Kabinett Meyers
- 1927, 9. Februar: Joseph Bücker († 14. Mai 2001 in Bonn), Verwaltungsjurist und von 1984 bis 1991 Direktor beim Deutschen Bundestag
- 1927, 29. Mai: Ferdinand Koch († 22. August 1990 in Rüthen), Tenor und Musikpädagoge
- 1929, 20. Mai: Amira Gezow († 26. Dezember 2020) Überlebende und Zeitzeugin des Holocaust
- 1929, 17. Juli: Adolf Heuken († 25. Juli 2019 in Jakarta), katholischer Priester, Autor und Verleger
- 1930, 28. April: Clemens Schmeing OSB († 29. April 2018 in Nottuln), Benediktinermönch und von 1971 bis 1999 Abt der Abtei Gerleve
- 1931, 30. Januar: Ernst Dassmann, Kirchenhistoriker, Patrologe und christlicher Archäologe
- 1932, 22. Juli: Margot Schmidt († 24. März 2004 in Basel), Klassische Archäologin, Hochschullehrerin
- 1938, 22. Juli: Ludger Reddemann, Politiker (CDU), Landtagsabgeordneter in Baden-Württemberg von 1980 bis 2001
- 1938, 30. Oktober: Werner Lensing (* in Bocholt; † 15. März 2020 in Coesfeld), Pädagoge und Politiker (CDU)
- 1939, 20. Februar: Jürgen Hunkemöller († 17. Januar 2021), Musikwissenschaftler
- 1939, 3. November: Hans-Jürgen Becker, Jurist und Hochschullehrer
- 1939, 9. November: Manfred Reddemann († 23. April 2020), Schauspieler und Synchronsprecher
- 1943, 30. August: Wolfgang König, Mediziner
- 1944, 25. Januar: Gert Puzicha († 7. Januar 2012), Boxer
- 1944, 24. Mai: Clemens Schickentanz, Automobilrennfahrer
- 1949, 15. Januar: Jürgen Roters, Politiker (SPD), Oberbürgermeister von Köln
- 1952, 10. Oktober: Lothar Hagebölling, Jurist und politischer Beamter
- 1955, 9. Oktober: Günter Malchow, Künstler
- 1956, 20. Januar: Georg Veit (* in Velen), Lehrer und Schriftsteller, u. a. Münsterland-Krimis
- 1957: 20. Juli: Bernd Albers († 19. April 2022 in Berlin), Architekt und Universitätsprofessor
- 1957, 3. November: Mechthild Rawert, Politikerin (SPD), MdB und Mitglied im Landesvorstand der SPD in Berlin
- 1960, 19. Februar: Christian Bleiming, Boogie-Woogie Pianist
- 1961: Andreas Eiynck, Ethnologe, Landeshistoriker und Sachbuchautor
- 1962, 13. Februar: Marlies Fritzen, Politikerin (Bündnis 90/Die Grünen), Landtagsabgeordnete in Schleswig-Holstein.
- 1962, 19. Juni: Benedikt Eichhorn, Kabarettist, Pianist und Chansonnier
- 1962, 9. Juli: Uwe Tschiskale, ehemaliger Fußballspieler der 1. Bundesliga
- 1964: Jürgen Flenker, Autor
- 1964, 18. Januar: Helmut Geuking, Politiker (Familien-Partei Deutschlands)
- 1965, 27. September: Michael Oenning, Fußballspieler und -trainer
- 1969: Thorsten Lensing, Theaterregisseur
- 1970, 23. Mai: Dirk Elkemann, Politiker (parteilos), Oberbürgermeister von Wiesloch
- 1972, 19. April: Peter Bohlmann, Politiker (SPD), Landrat von Verden
- 1974: Jörg Bölling, katholischer Kirchenhistoriker
- 1974: Sven Voelker, Grafikdesigner und Hochschullehrer für Kommunikationsdesign
- 1975, 13. Dezember: Christian Schulze Pellengahr, Politiker (CDU)
- 1975: Jutta Dolle, Film- und Theaterschauspielerin
- 1982, 30. Oktober: Charlotte Quik, Politikerin (CDU)
- 1983, 2. März: Clara Woltering, Handballspielerin und -torwarttrainerin
- 1986, 15. September: Mathias Mester, Leichtathlet
- 1987, 9. März: Henning Höne, Politiker (FDP)
- 1990, 5. Februar: Ina Lehmann, Fußballspielerin
- 1992, 27. März: Lynn Mester, Fußballspielerin
- 1992: 17. November: Niels Geuking, Politiker (Familien-Partei Deutschlands)
- 1997: Matthias Schöning, Kameramann

### Ab 2001
- 2001, 23. März: Anna Aehling, Fußballspielerin

## Veranstaltungen
In Coesfeld finden verschiedene regelmäßige Veranstaltungen statt, darunter die Kreuzerhöhungkirmes, die Pfingstkirmes, das Coesfelder Jazzmeeting, den heutigen Jazzherbst oder Rock am Turm – Open Air (Motto-Festival „Gegen Extremismus & Intoleranz“/Jugendarbeit der katholischen Anna-Katharina-Gemeinde).